# St-André-de-Sorède

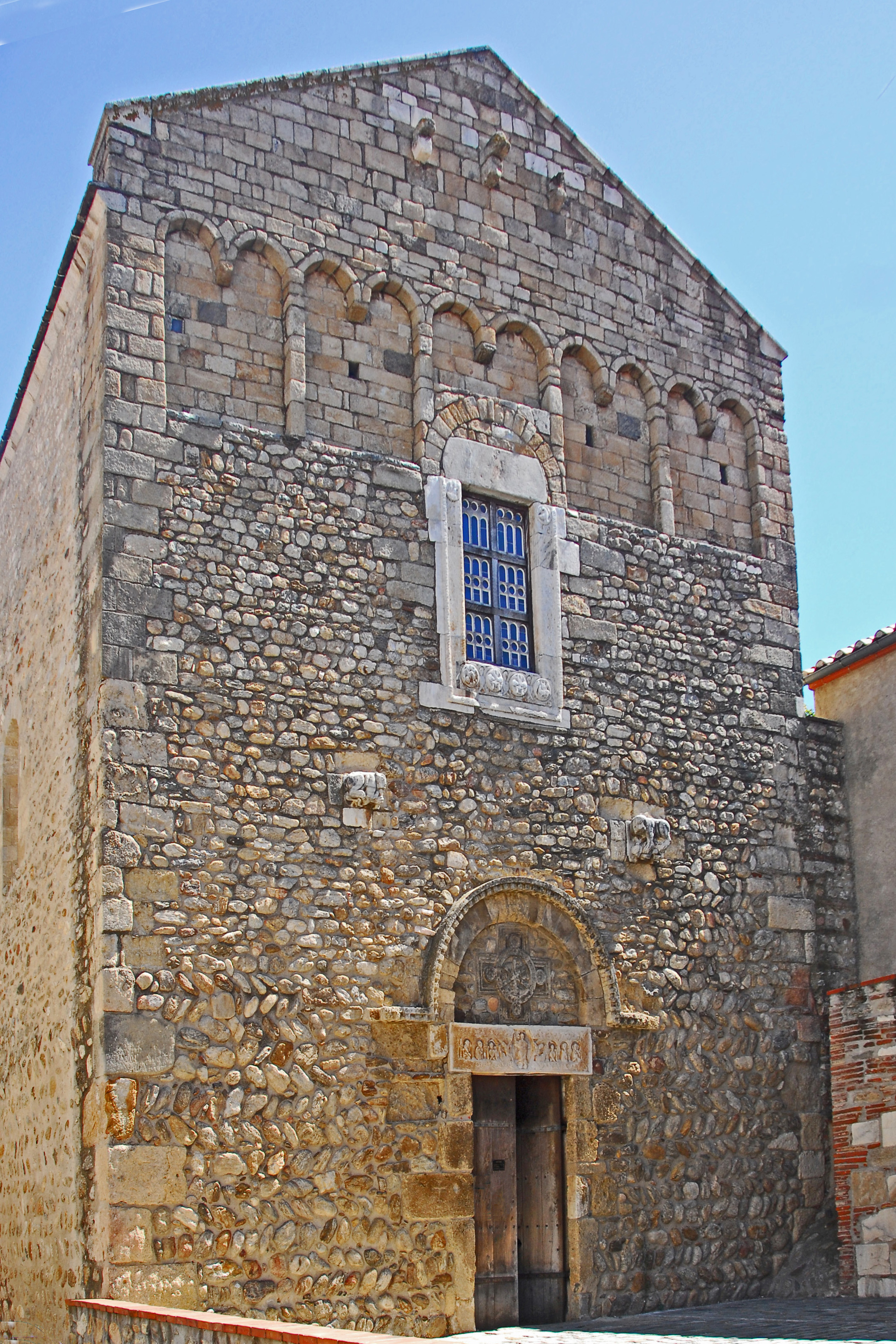
Fassade von Nordwest

Die Pfarrkirche St-André-de-Sorède (auf Katalanisch Monestir de Sant Andreu de Sureda) ist eine ehemalige Abteikirche und befindet sich in der gleichnamigen französischen Gemeinde Saint-André in der Region Okzitanien, Département Pyrénées-Orientales. Sie liegt etwa 16 Kilometer südlich von Perpignan und etwa 7 Kilometer westlich der Mittelmeerküste bei Argelès-sur-Mer, am nordöstlichen Rand der Pyrenäen.
Die Darstellungen auf dem Türsturzbalken des Hauptportals in der Fassade der Kirche gelangten zu einer besonderen architektonischen Berühmtheit, vergleichbar mit dem Türsturz der Abtei Saint-Génis-des-Fontaines.
Von der ehemaligen Abtei ist heute nur die Abteikirche erhalten.

## Geschichte

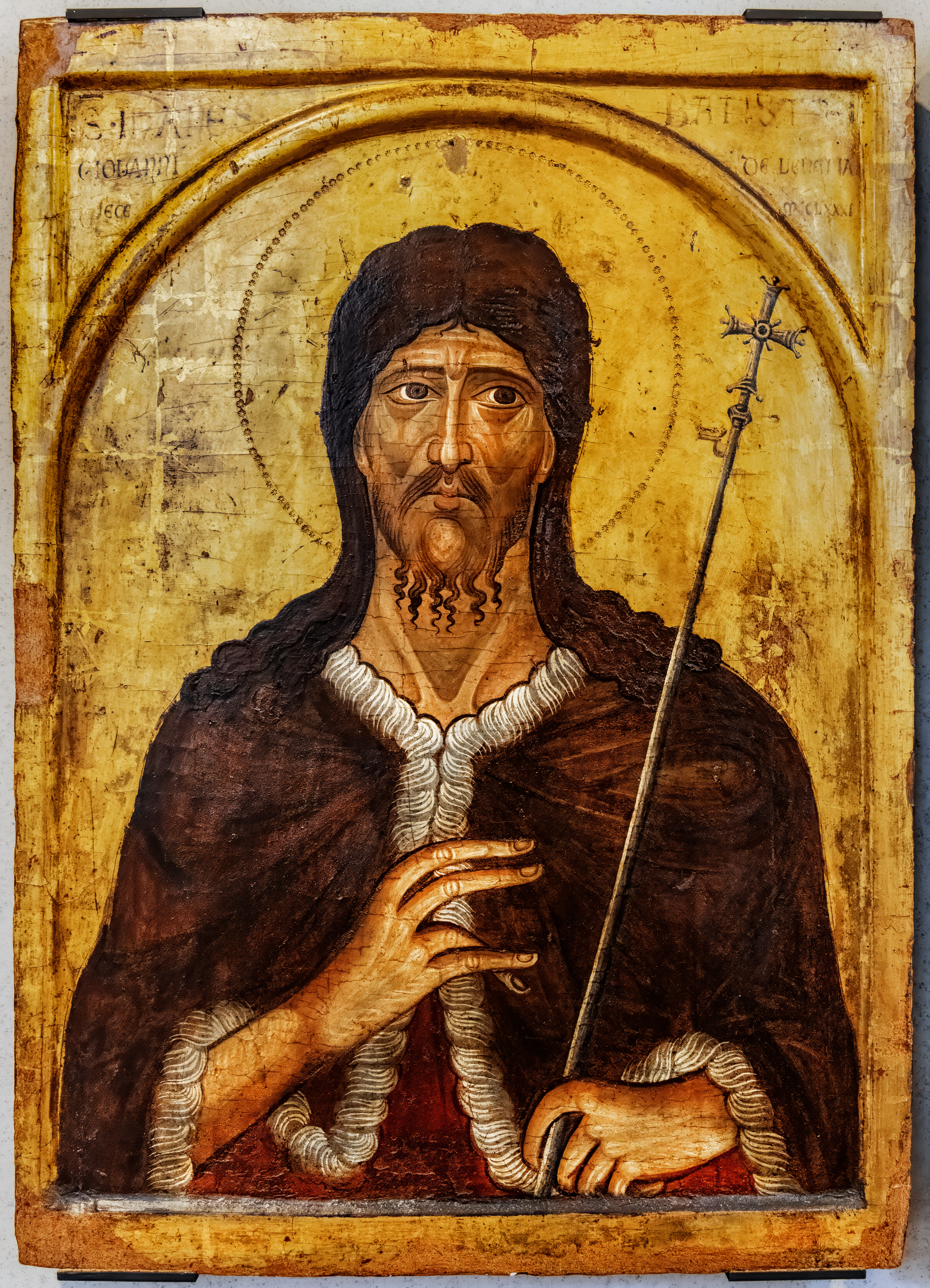
Heiliger Andreas aus dem 12. Jahrhundert – Correr-Museum

Gegen Ende des 8. Jahrhunderts gründete hier der spanische Abt Miron ein Kloster, das dem heiligen Andreas gewidmet und zu Beginn des 9. Jahrhunderts errichtet worden ist. Bereits unter dem Nachfolger Mirons erhielt es 823 eine schriftliche Bestätigung von Ludwig dem Frommen (778–840), einem Sohn und Nachfolger Karls des Großen, vermutlich auch das Immunitätsprivileg und das Recht, seine Äbte frei zu wählen, wie das auch in gleicher Zeit bei der benachbarten Abtei Saint-Génis-des-Fontaines geschehen war.
Zunächst unter dem Schutz der Grafen des Roussillon stand die Abtei immer wieder in Konkurrenz zu dieser Schwesterabtei. Über die Entwicklungen in den folgenden knapp 300 Jahren geben die Quellen keine Auskunft.
Zum Zeitpunkt der Angliederung St-Andreas an die mächtige Abtei Lagrasse in den Corbières im Jahr 1109 scheint St-André bereits arg heruntergekommen zu sein. Zu dieser Zeit war Agnes Gräfin des Roussillon, die sich für den Erhalt der Abtei einsetzte. Ein unter ihr in Angriff genommener Bau wurde bereits 12 Jahre später vom Bischof von Elne eingeweiht, als die Bauarbeiten sicher noch nicht abgeschlossen waren.
Die ursprünglich nur mit einem hölzernen Dachstuhl überdeckten Kirche, vielleicht auch mit einer Holzbalkendecke, erhielt im 12. Jahrhundert ein Tonnengewölbe. Dabei hat man die Gewölbeschalen mit den Gurtbögen nicht auf den beidseitigen relativ dünnen Außenwänden, sondern auf neuen kräftigen Pfeilern errichtet, die innen vor den Wänden hochgeführt sind, zu denen sie einen kurzen Abstand halten.
Während des 16. Jahrhunderts verlor die Klosteranlage allmählich an Bedeutung und wurde schließlich im Jahr 1592 der etwa 35 Kilometer westlich gelegenen Benediktiner-Abtei Sainte-Marie in Arles-sur-Tech angeschlossen.
Zur Zeit der französischen Revolution im Jahr 1789 mussten die letzten Mönche das Kloster verlassen. Alle Besitztümer der Abtei, der Kreuzgang und andere Konventsgebäude wurden zu dieser Zeit abgebrochen, verkauft und teilweise in anderen Abteien der Umgebung weiterverwendet. Allerdings hatte der Kreuzgang von St-André später nicht das Glück einer Rekonstruktion, wie etwa die der Abtei von St-Génis oder der Abbaye Saint-Michel-de-Cuxa.
Die Abteikirche wurde zur Pfarrkirche.

## Weitere historische Daten
An der Fassade lassen sich drei verschiedenartige Steinlagen des Mauerwerks erkennen. Die unterste Lage ist aus in Reihen gegeneinander schräg aufgestellten flachen Bachkieseln in römischer Technik des Opus spicatum im Mörtelbett gemauert worden sind, die dem ersten Bau vom Beginn des 9. Jahrhunderts zugeordnet werden dürfte. Sie reicht etwa bis in die Höhe des Tympanons des Hauptportals. Die zweite Steinlage bis in Höhe des Fenstersturzbalkens besteht aus überwiegend horizontal angelegten, grob behauenen Bruchsteinen überwiegend kleinerer Formate, in unregelmäßigem Schichtenmauerwerk, das man von Arles und St-Genis kennt. Es dürfte aus der Zeit der Entstehung der Fenstereinrahmung und des Türsturzes stammen, etwa nach 1020. Ob die letzte Steinlage ab Oberkante des Fensters aus sauber rechteckig behauenen Werksteinen in durchgehenden Schichten gemauert, noch aus dem 11. Jahrhundert stammt oder erst vom Anfang des 12. Jahrhunderts entstand, also während der allgemeinen neuen Bauphase nach Übernahme durch Lagrasse (1109), ist umstritten.
Die Überreste von Fresken stammen aus dem 12. und 13. Jahrhundert, die
Fragmente eines muslimischen Grabsteins aus dem 12. Jahrhundert.
Schicksal des Kreuzgangs nach seinem Abbruch
Der Kreuzgang wurde zur Zeit der französischen Revolution abgebaut und in Klöstern der Umgebung weiterverwendet. An der nordwestlichen Außenwand der Abteikirche können noch Spuren des einstigen Standortes erkannt werden.
Im Chor der Abteikirche und am Tabernakel wurden Teile von Kapitellen und Bögen des Kreuzgangs verarbeitet. Zwei weitere Bögen dienen als Unterbau von Weihwasserbecken in den Kirchen von Saint-Génis-des-Fontaines und Saint-Jean-Lasseille. Vier Kapitelle mit Säulen werden in der Kapelle Sainte-Colombe de Cabanes nördlich von Saint-Génis verwendet. Ein Bogen findet sich über dem Portal der Kirche von Sorède. Einige Kapitelle in der Abtei Saint-Martin-du-Canigou stammen wahrscheinlich ebenfalls vom Kreuzgang aus der Abtei Saint-André.

## Bauwerk

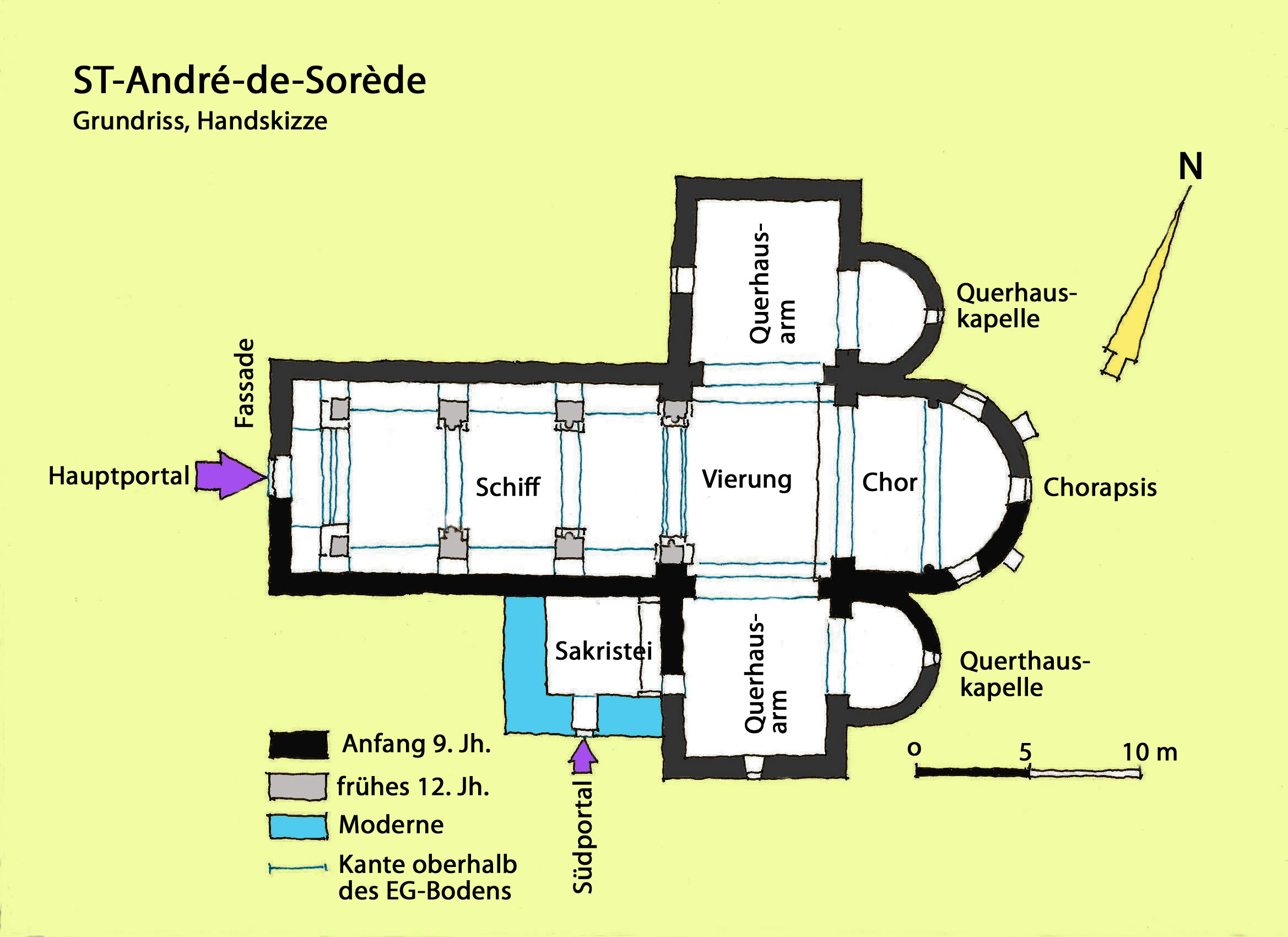
Grundriss, Handskizze

Abmessungen aus Grundriss entnommen und hochgerechnet
- Länge über alles (außen): 31,90 m
- Länge Querhaus (außen): 25,00 m
- Breite Schiff (außen): 9,80 m
- Breite Querhaus (außen): 7,80 m
- Breite Querhaus (innen): 6,00 m
- Ausladung Querhausarme: 7,80 m

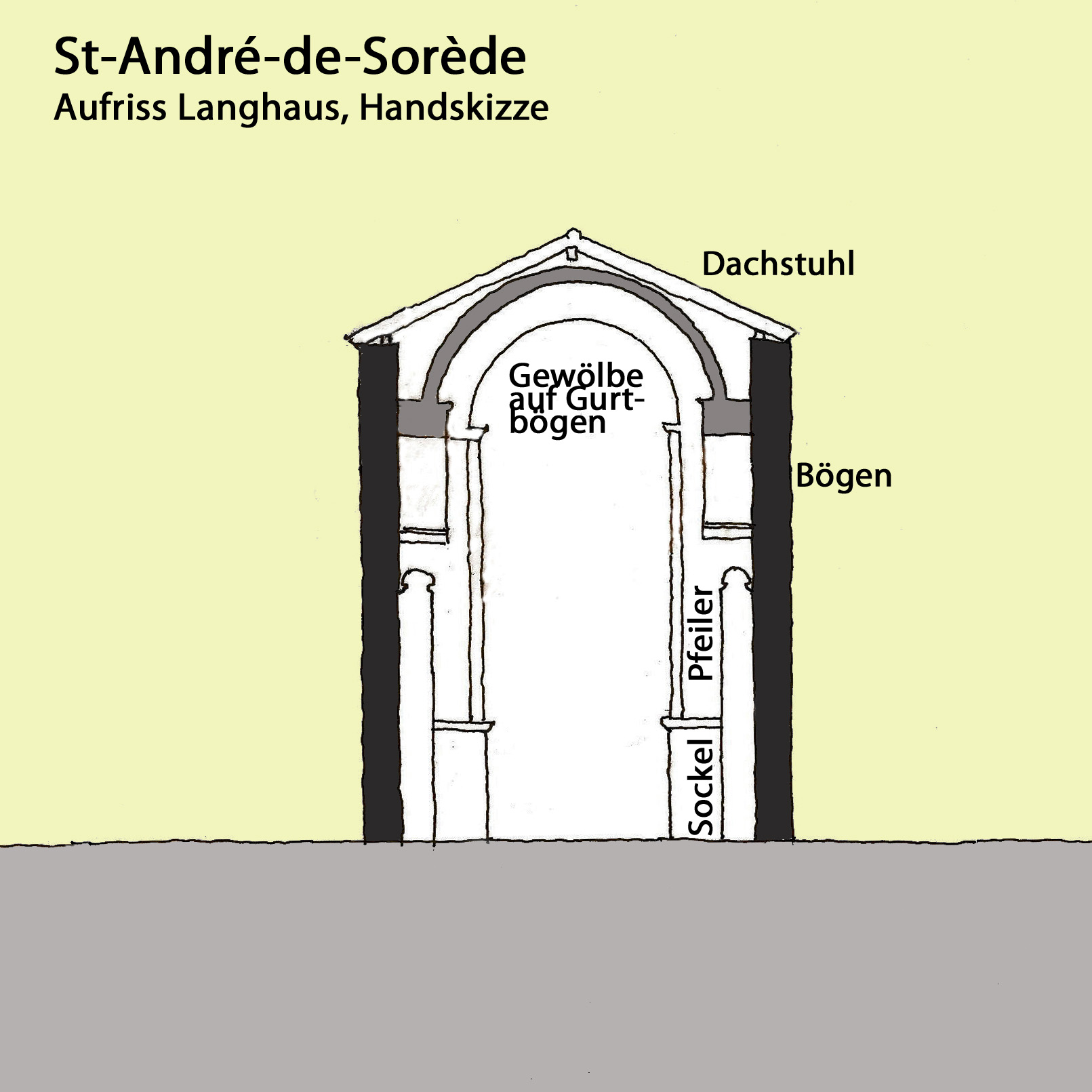
Aufriss, Handskizze

- Breite Schiff und Chor (innen): 8,00 m
- Breite Gewölbe im Schiff (innen): 5,00 m
- Breite Schiff zwischen Pfeilern: 4,60 m
- Länge Chor (innen): 6,50 m
- Breite Querhauskapellen: 4,50 m
- Höhe Schiff: 12,00 m

### Äußere Erscheinung

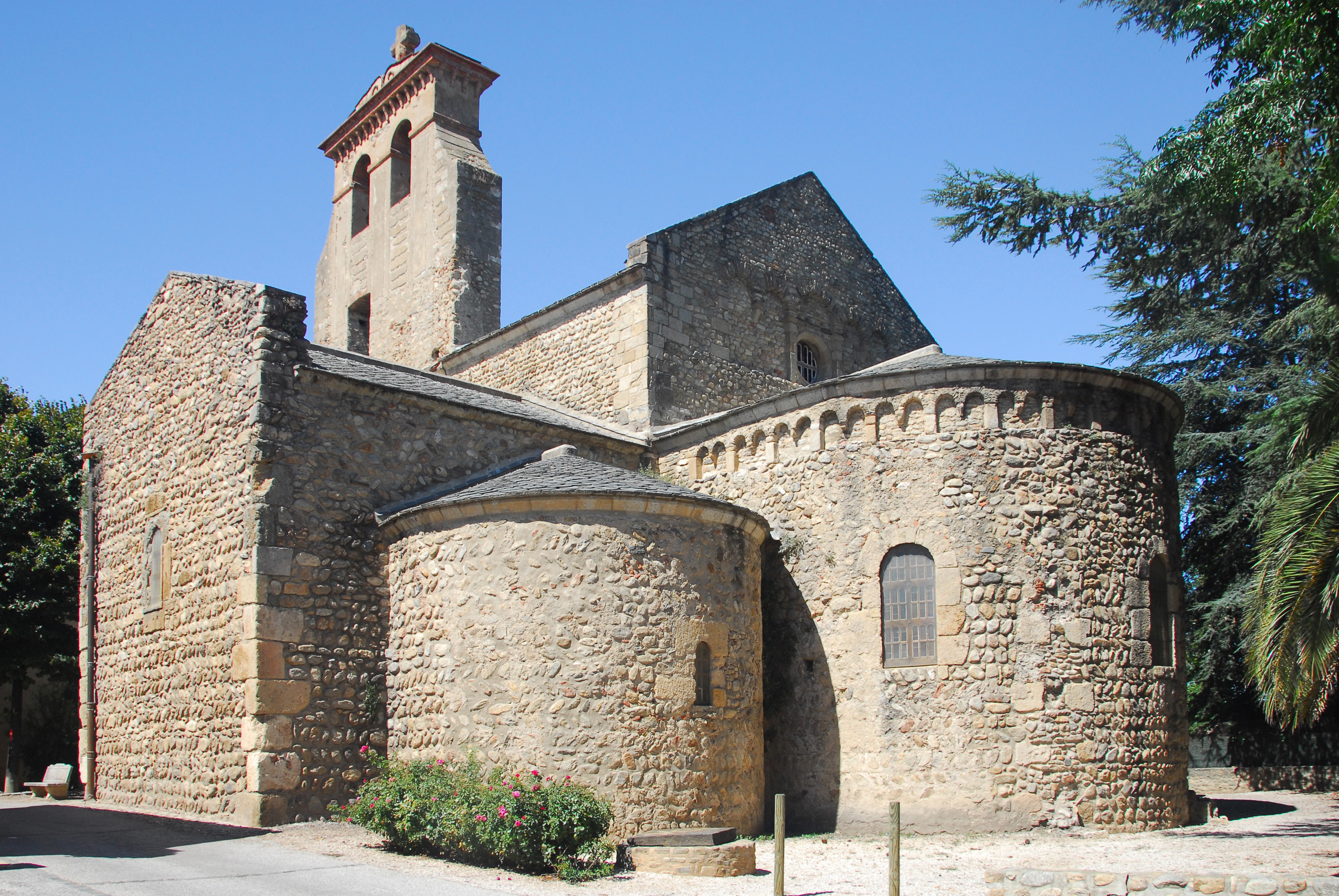
Chorhaupt von Südost

Das Langhaus wird überdeckt von einem Satteldach mit etwa 25 Grad Neigung, das sich von der Fassade bis zur Ostwand des Querhauses erstreckt, das die Vierung einschließt. Es wird an den Enden von Giebelwänden abgeschlossen deren Ortgangschrägen in gleicher Neigung, die das Dach leicht überragen und von Steinplatten abgedeckt sind. Die Dachflächen werden von grauen Schieferschindeln eingedeckt, deren untere Reihen auf schlichten nach außen abgeschrägten Traufgesimsen aus Werkstein leicht auskragen und das Regenwasser frei abtropfen lassen. Die Bauwerkskanten des Langhauses mit Vierung werden von großformatigen glatten Werksteinen ausgebildet, die zum Zweck des Verbandes mit dem anschließenden Mauerwerk aus kleineren Formaten im Wechsel einer langen mit einer kurzen Steinseite angeordnet sind. Die Ostgiebelkanten stehen in Verlängerung der Oberfläche der Querschiffostwand und treffen sich dort mit den Oberflächen der anstoßenden Wände des Chors und der Apsidiolen der Querhauskapellen in einem Punkt. Nicht weit über dem Chorfirst ist in der Giebelwand ein mittelgroßes kreisrundes Ochsenauge ausgespart, das von einem fast quadratischen Werksteinrahmen eingefasst ist. Beidseitig dieses Rahmens ist je eine Zwillingsblendarkade eingelassen, deren Bogenansätze in Nähe der Oberkante des Fensterrahmens und deren Unterseite auf der des Fensterrahmens liegen. Die Blendbögen treffen sich jeweils mittig auf einem Kragstein, dessen Skulptur stark verwittert ist. Genau über der Breite des Fensterrahmens ist eine Blendarkade eingelassen, die hier dementsprechend auch höher ist als die benachbarten. Die beiden Arme des Querhauses schließen im vierten Joch an das Langhaus an, über deren Längswände sie weit hinausragen. Ihre Dächer entsprechen denen des Langhauses. Ihre Firste bleiben aber deutlich unter den Traufen des Langhauses. ihre Giebelwände werden wie diejenigen des Langhauses abgeschlossen. In der Mitte der Giebelwand des südlichen Arms ist ein kleines rundbogiges Fenster ausgespart. In der Westwand des nördlichen Querhausarms ist ein ähnliches Fenster etwa mittig ausgespart zusammen mit einer rechteckigen Türöffnung darunter. Über diese Tür waren wahrscheinlich die ehemaligen Konventsgebäude mit der Kirche verbunden.
Der Chor besitzt außen wie innen die gleiche Breite, wie das Langhaus. Sein Grundriss steht auf einem Rechteck, an das ein Halbkreis anschließt. Sein Dach hat am Anschluss an die Giebelwand zunächst die Form eines Satteldachs, an das sich ohne Zäsur ein halbes Kegeldach anschließt, beide in gleiche Neigung, wie die übrigen Dächer. Auch die Traufen sind wie die der anderen Dächer ausgebildet. Allerdings befindet sich unmittelbar unter dem Traufgesims ein äußerst dekorativer Blendarkadenfries aus Zwillingskeilsteinbögen, die äußeren jeweils gemeinsam auf einem glatten, kantigen Pfeiler stehen, der am oberen Ende durch eine Einkerbung eine Art ungegliedertes Kapitell aufweist. Die Bögen treffen sich jeweils mittig auf einem Kragstein, der in Form einer Maske strukturiert, allerdings erheblich verwittert ist.
In der Chorapsis sind in mittlerer Höhe drei mittelgroße rundbogige Fenster ausgespart.
Die beiden Querhauskapellen stehen auf einen halbkreisförmigen Grundriss und sind deshalb von je einem halben Kegeldach überdeckt. Dach und Traufe entsprechen denen des Chors, allerdings ohne den Blendarkadenfries. Die Apsidiolen weisen lediglich in ihrem Scheitel ein kleines rundbogiges Fenster auf.

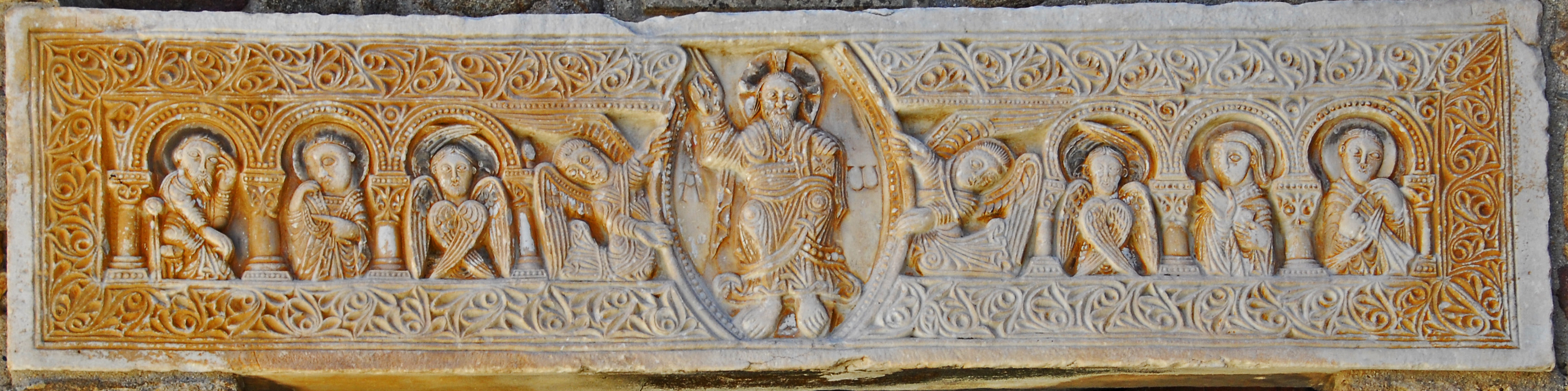
Türsturzbalken

#### Fassade
Die Fassade des Langhauses schließt es im Westen ab. Über seine drei verschiedenen Steinreihungen ist bereits im Abschnitt „weitere historische Daten“ etwas gesagt.

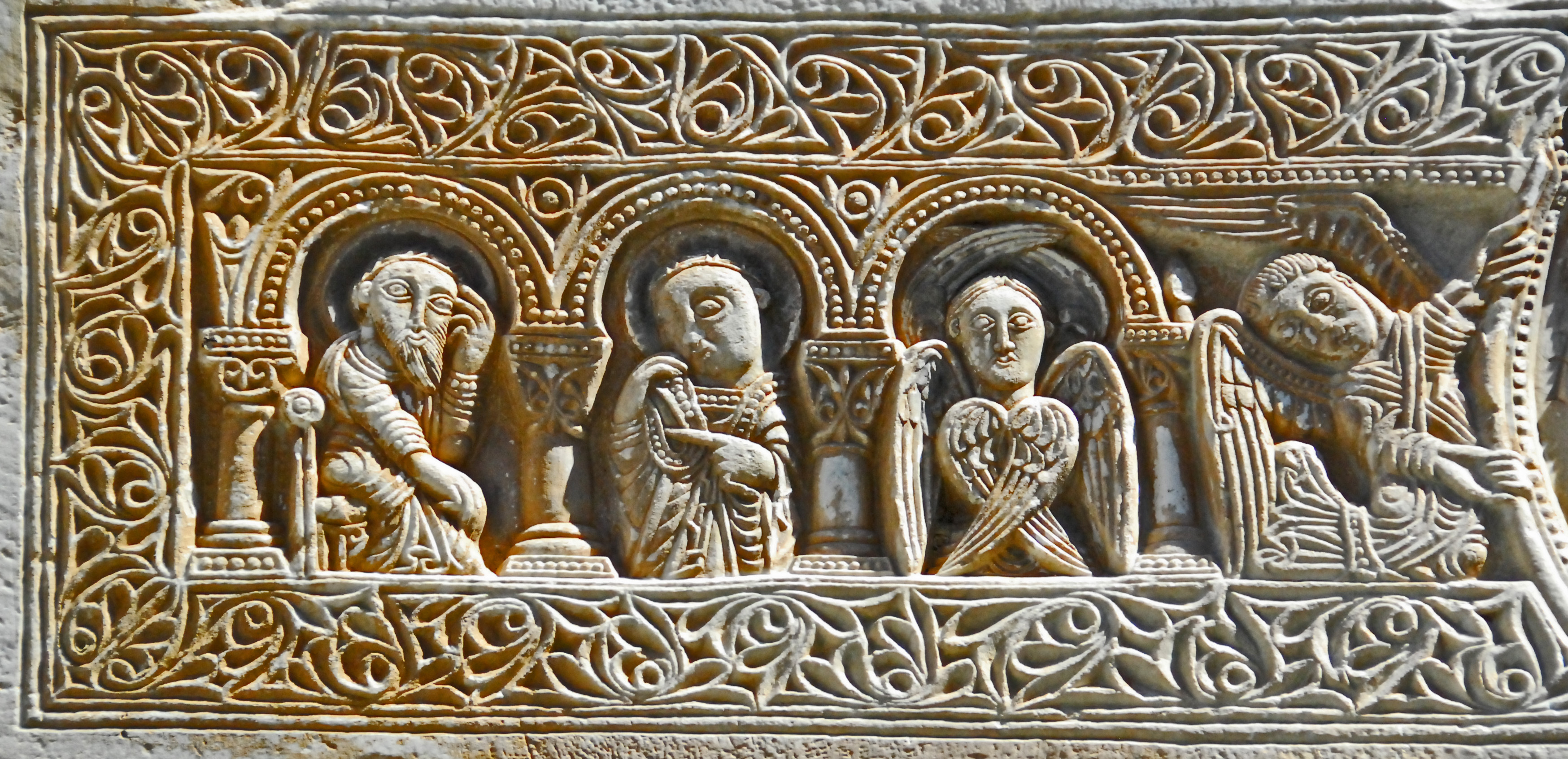
Türsturzbalken, linke Seite

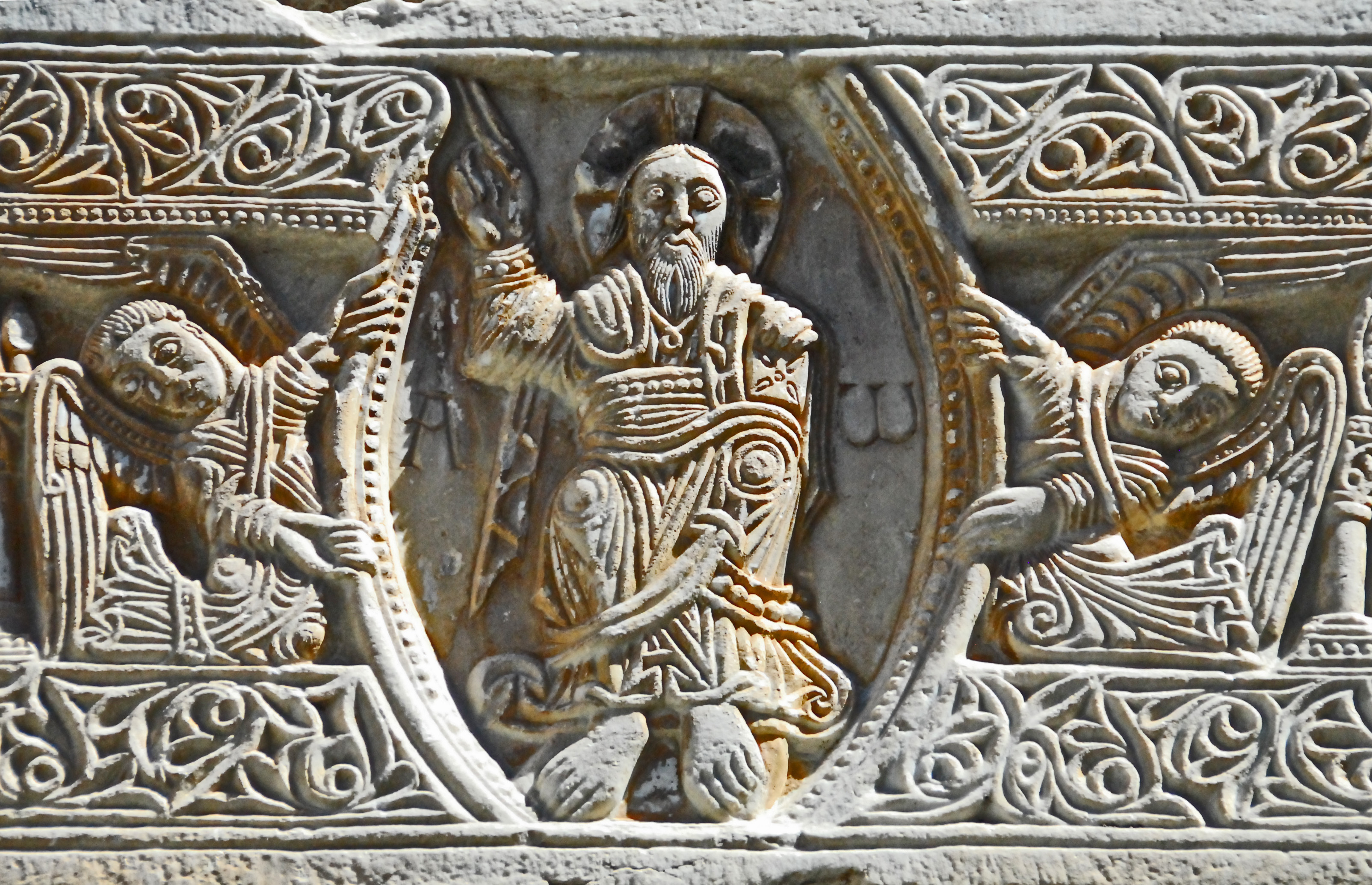
Türsturzbalken, Mitte

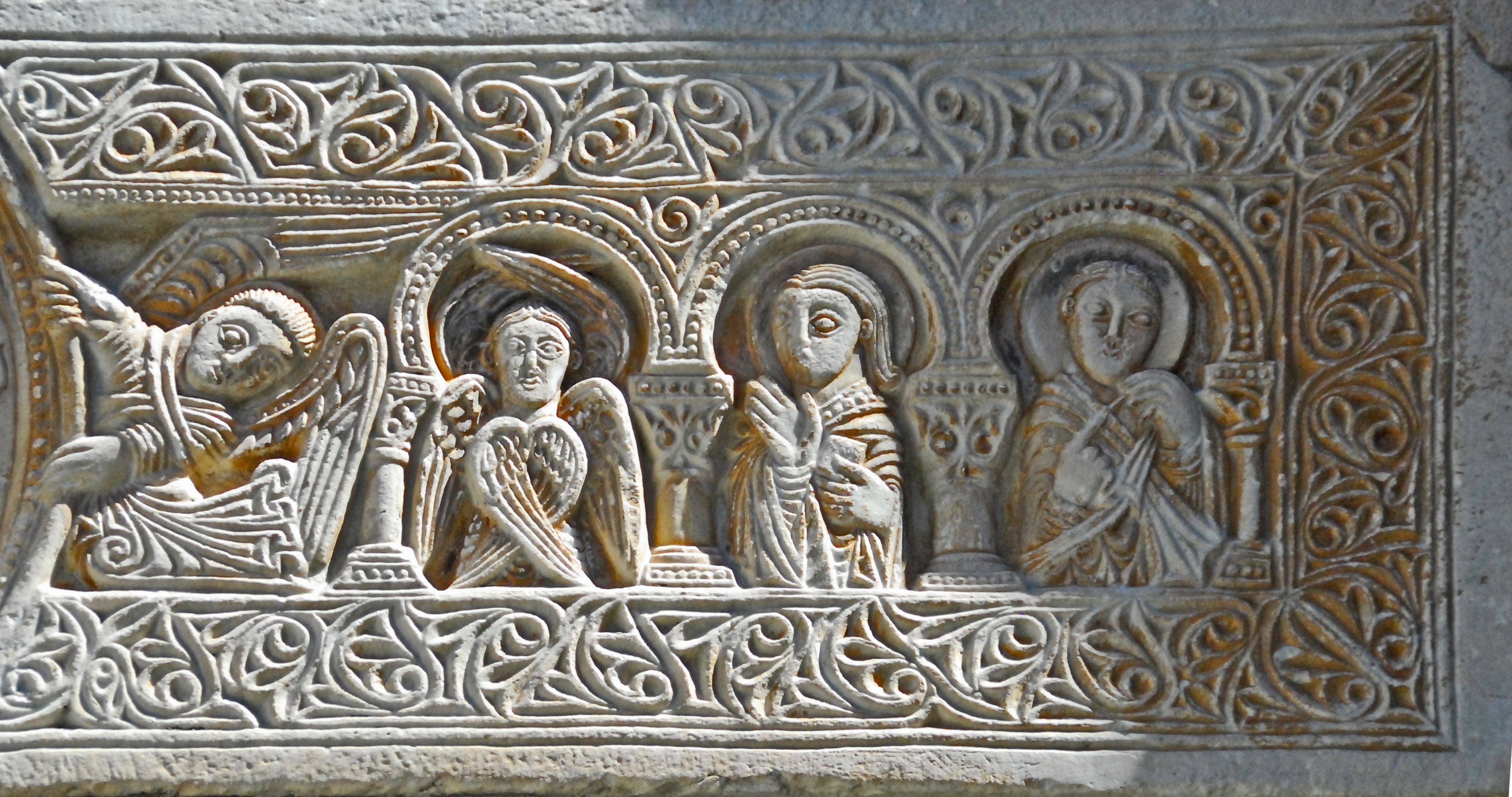
Türsturzbalken, rechte Seite

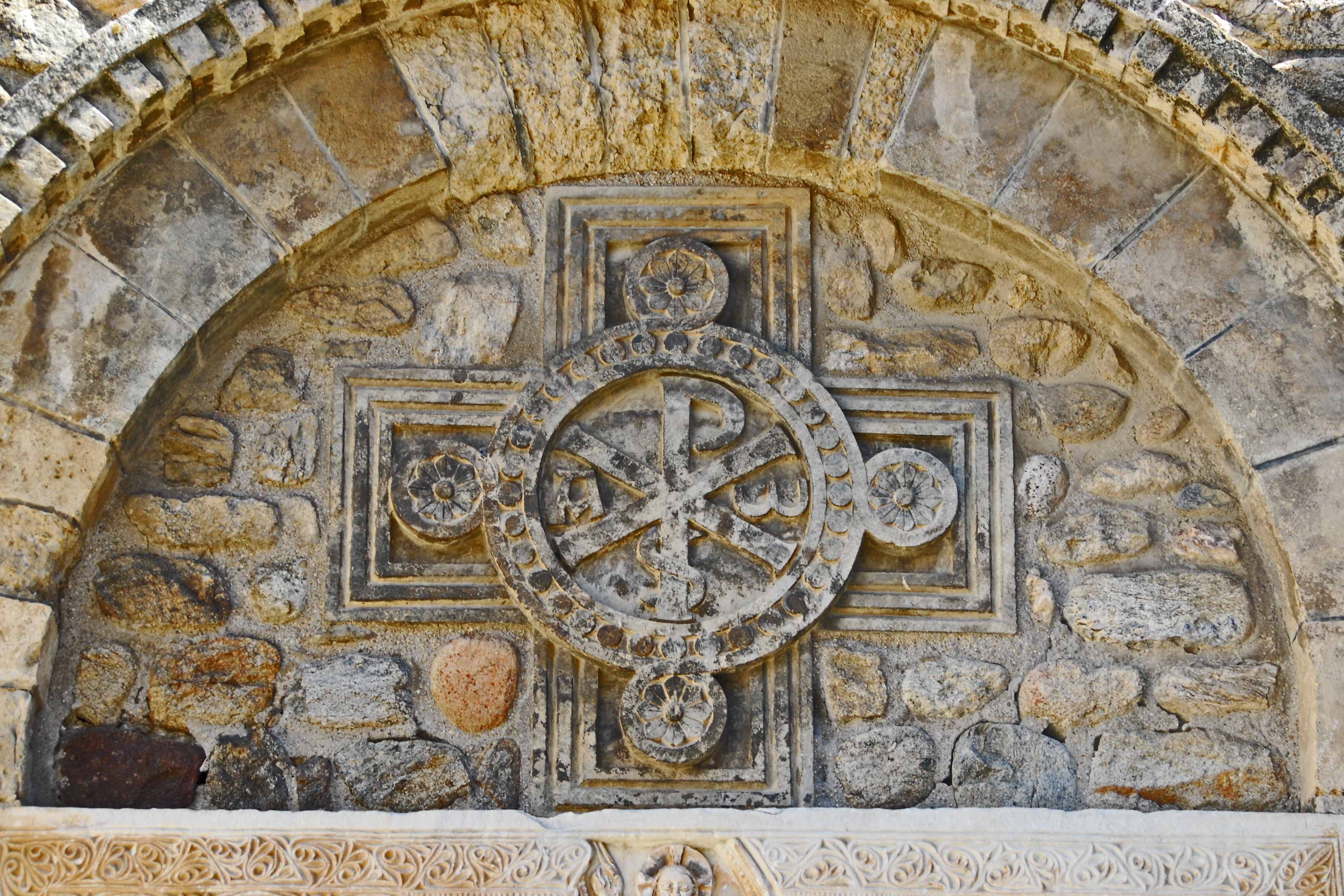
Tympanon des Hauptportals

Eine architektonische Berühmtheit in der Fassade stellt der Türsturzbalken im Hauptportal dar. Er ist ohne Zweifel eine Nachahmung eines Gegenstücks, des Türsturzes der Abtei Saint-Génis-des-Fontaines, der im frühen 11. Jahrhundert geschaffen wurde. Er dürfte nach 1020 entstanden sein. Er unterscheidet sich allerdings in wesentlichen Punkten, so in der Anzahl der Apostel, statt sechs sind es hier vier. Hinzu kamen stattdessen zwei Seraphim, zu erkennen an den sechs Flügeln. Christus sitzt hier nicht mehr in zwei Mandorlen, sondern in einer, die aber ungeschickt an beiden spitzen Enden gekappt worden ist. Gänzlich fehlt hier eine Inschrift, die in St-Genis auch ein Dekorationselement darstellt. Die Arkadenbögen haben fast ganz die Hufeisenform verloren und nähern sich der romanischen Halbkreisform. Für die deutlich spätere Entstehung des Reliefs spricht seine fast dreifach so tiefe Gravur. Die Figuren gelangen zu mehr Körperlichkeit, in dem hier der Weg von einer Steinzeichnung zur Volumen schaffenden Skulptur eingeschlagen worden ist. Es steht eindeutig fest, dass die Seraphim und die Medaillons mit den Evangelistensymbolen auf dem Fensterrahmen, die mehr Körperlichkeit zeigen, von der Hand des Meisters von St-Genis geschaffen worden sind. Sowohl die Skulptur des Sturzbalkens wie auch die des Fensterrahmens gehören jedenfalls zu den ältesten Zeugnissen einer neu aufgekommenen christlichen Monumentalskulptur.
Ähnlich dem Türsturzbalken von St-Genis ist hier ebenfalls eine Theophanie (Gotteserscheinung) dargestellt. Christus thront in der Mitte, gerahmt von einer perlenbesetzten Glorie in der Form einer Mandorla, deren obere und untere Spitze vom äußeren Balkenrand abgeschnitten werden. Durch diese wird die Einrahmung des Sturzes mit einem breiten Band aus dekorativen pflanzlichen Strukturen aus Flachreliefs unterbrochen.
Christus mit Kreuznimbus und Vollbart sitzt frontal auf einen unsichtbaren Hocker. Er hält in der Linken das geschlossene Buch des Lebens, das er auf dem linken Oberschenkel abstützt. Seine hoch aufgerichtete Rechte entbietet den Segensgestus. Seine nackten Füße stehen auf dem unteren Balkenrand. Das Gewand kräuselt sich dekorativ in vielen Falten. Christus wird flankiert von den Buchstaben Alpa und Omega auf dem Hintergrund der Mandorla. Er steigt nicht aus eigener Kraft gen Himmel, sondern wird von den die Mandorla flankierenden Engeln mit ausgebreiteten Armen schwebend aufwärts getragen.

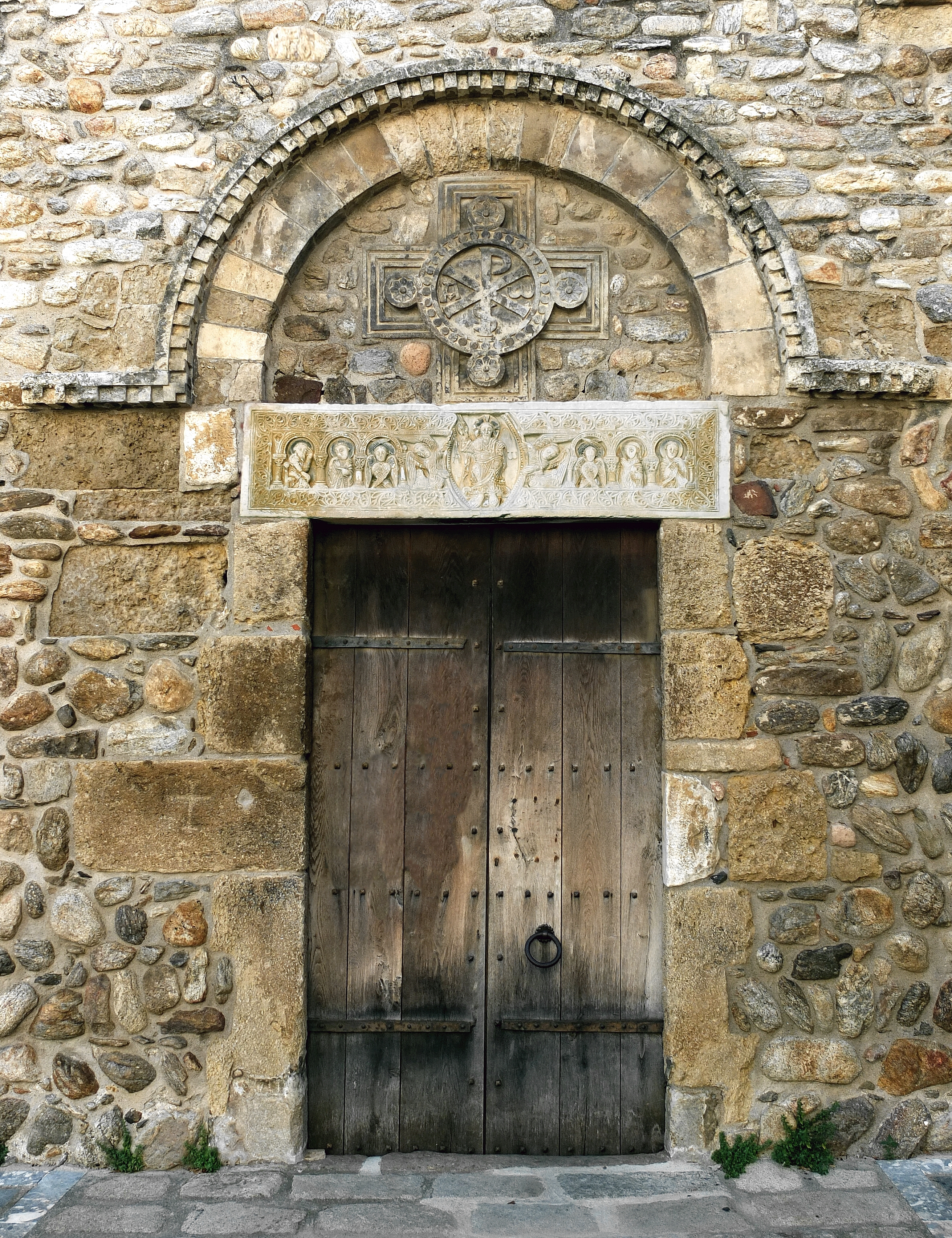
Hauptportal

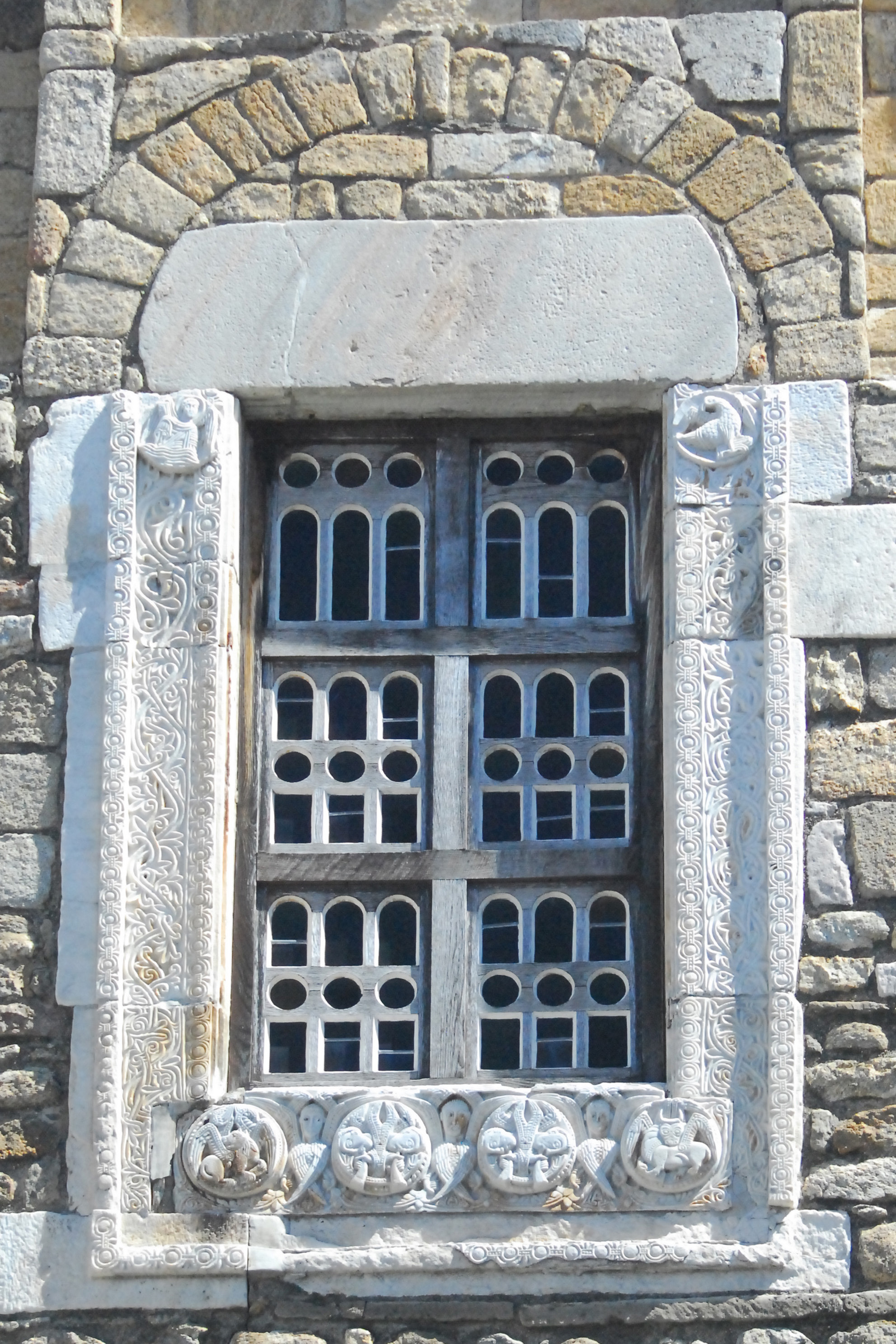
Fassadenfenster

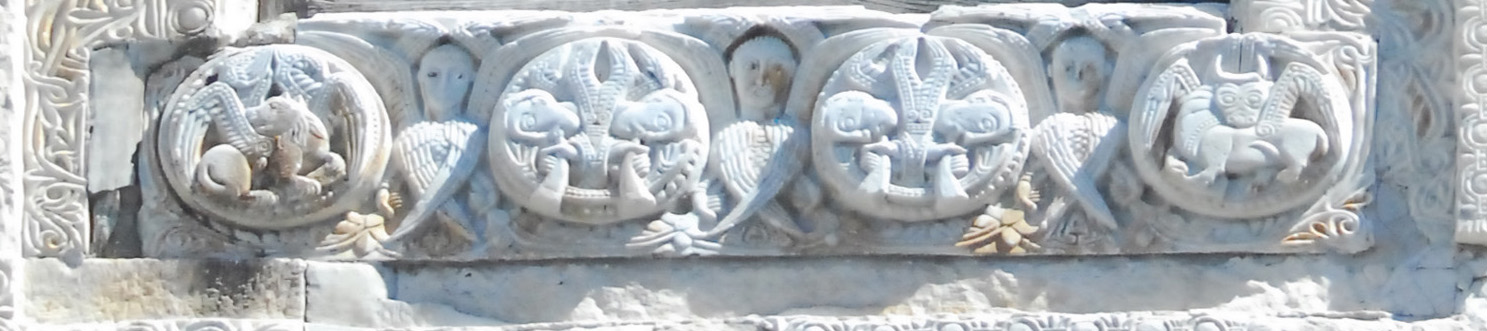
Unterer Fensterrahmen mit Medaillons

Diesen folgen nach außen je drei Blendarkaden deren perlenbesetzte Bögen nur noch leicht hufeisenförmig sind und auf gedrungenen Säulenschäften stehen, die mit pflanzlich skulptierten Kapitellen, Kämpferplatten, profilierten Basen und kantigen Plinthen ausgerüstet sind. Die Hintergründe der Arkadennischen zwischen den Arkaden und den Figuren springen gegenüber den Außenseiten der Arkaturen erheblich zurück, was dem Steinmetz die tiefgründige Skulptur ermöglicht. Alle Köpfe sind deutlich kleiner als der inneren Bogenumriss der Arkaden, was ebenfalls dazu beiträgt.
Die beiden Seraphim folgen den schwebenden Engeln in den inneren Arkaden. Ihre vorderen beiden Flügel überkreuzen sich vor ihren Körpern, ihre mittleren Flügel breiten sich weit aus und treten ein wenig vor die Säulen hervor. Die hinteren Flügel erheben sich hinter den Köpfen und umschließen diese kreisförmig und erinnern an Nimben. Dann folgen noch je zwei Arkaden, in denen vier Apostel stehen oder auch sitzen. Ihre Köpfe werden von kreisförmigen Nimben hinterlegt. Ihre Hände weisen alle unterschiedliche Gestik auf. Links außen sitzt offensichtlich Petrus der älteste auf einem Stuhl, was am Vollbart, dem schütteren Haar mit Halbglatze und dem abgestützten Kopf zu erkennen ist.
Im Hauptportal überdeckt der vorgenannte Türsturz die rechteckige Portalöffnung, deren Laibungen aus großformatigen Werksteinen gemauert sind, auf denen er gut zwanzig Zentimeter aufliegt. Darüber erhebt sich ein halbrunder Blendbogen aus Keilsteinen, dessen innere Breite nur wenige Zentimeter kürzer als der Sturz ist. Dieser wird umfasst von einem schlichten Kragprofil aus einem äußeren kantigen Profil und einem inneren Zahnprofil mit rechtwinkligen Zähnen und gleich breiten Zwischenräumen. Das Kragprofil knickt an den Bogenansätzen ein Stück auswärts waagerecht ab. Inmitten des Bogenfeldes befindet sich eine Art griechisches Kreuz dessen Ausdehnung der inneren Bogenhöhe entspricht. Die vier Arme sind ungewöhnlich breit und ihre Länge ist etwas kürzer als die Breite. Es wird allseitig von drei schlanken kantigen Profilen eingefasst. In der Mitte des Kreuzes ist ein Kreisring aufgebracht, dessen äußerer Umfang die inneren Kreuzecken berührt. Er ist mit einer Reihung von kleinen Medaillons dekoriert. Mittig in den Kreuzarmen sind kleinere Kreisringe angeordnet, mit inneren Blütenrosetten. Das Innere des großen Kreisrings ist mit dem bekannten Christussymbol aus den Buchstaben P und X. Zwischen den Seitenarmen des X finden sich die griechischen Buchstaben Alpha und Omega. Der Hintergrund des Blendbogens ist mit Bruchsteinmauerwerk ausgefüllt, das dem der umgebenden Wand entspricht.
Mit reichlich Abstand über dem Portal öffnet sich ein großes rechteckiges Fenster, das oberseitig mit der „Brüstung“ des Blendbogenreliefs darüber abschließt. Es wurde einst seitlich und unten von einem breiten Rahmen aus hellem Marmor umschlossen, der aus der Wandoberfläche etwas hervortritt, der aber heute nicht mehr ganz erhalten ist. Hinter dem Rahmen schauen schneeweiße Werksteine unterschiedlicher Formate hervor, die oberflächenbündig mit der Wand eingesetzt worden sind. Der Rahmen besitzt einen kantigen U-förmigen Querschnitt, dessen Ränder leicht vortreten. Diese sind mit Reihungen kleiner Rosetten bestückt, die von doppelten Ringen umschlossen werden, die untereinander mit kurzen perlenbestückten Bändern verbunden sind. Die breitere mittlere vertiefte Zone ist mit einem Flachrelief pflanzlicher Dekoration ausgefüllt, das Ähnlichkeiten mit dem Rand des Sturzbalkens aufweist. Die oberen beiden Rahmenenden schließen mit je einer größeren Rosette ab. In der Linken sieht man einen Engel mit ausgebreiteten Flügeln, der über Wellen eines Gewässers schwebt. In der Rechten ist ein großer, hockender Vogel abgebildet, mit rückwärts gewandten Kopf, vermutlich ein Adler. Diese beiden Rosetten sind wahrscheinlich, wie auch diejenigen auf dem unteren Rahmen, nachträglich aufgebracht worden. Im unteren Rahmen hat man eine waagerechte Aussparung eingelassen, die die äußere Hälfte der Rahmenvertiefung beibehalten lässt. Darin wurde über die ganze Länge ein breiter Steinbalken eingelassen, aus dem vier große Rosetten hervortreten, die oben bis an den Balkenrand reichen, unten aber noch etwas Abstand belassen. Links außen erkennt man einen geflügelten Löwen mit rückwärts gewandtem Kopf. Rechts außen ist ein geflügelter Stier dargestellt, dessen Kopf zum Betrachter gewandt ist. Zusammen mit den Darstellungen an den oberen Rahmenenden sind das die vier Evangelistensymbole: oben links der Engel (oder Mensch), versinnbildlicht Matthäus, oben rechts der Adler, den Johannes, unten links der Löwe, den Markus und unten rechts der Stier, den Lukas. Die inneren Rosetten zeigen beide die gleiche Darstellung. Zu erkennen sind jeweils zwei waagerecht nach außen gewandten Köpfe, die abwärts in je ein Horn blasen. Im oberen Bereich der Rosette sind möglicherweise gebogene Flügel dargestellt, was auf Engel hindeuten könnte. Posaunen blasende Engel sind hin und wieder in Szenen vom Jüngsten Gericht dargestellt. Die Rosetten werden von drei aufrecht stehenden Seraphim auf Abstand gehalten. Ihre Vorderflügel überkreuzen sich vor ihren Körpern, ihre mittleren Flügel sind hinter ihren Körpern seitlich aufwärts ausgebreitet und ihre hinteren Flügel oberhalb bogenförmig um ihren Kopf. Die verbleibenden Hintergründe der Rosetten und Seraphim zeigen Reste einer pflanzlichen Dekoration in Flachreliefs.
Der glatte kantige Sturzbalken des Fensters ist höher als der des Türsturzes und liegt beidseitig auf den Fensterrahmen auf. Die Balkenenden sind abgerundet und sollten damit genau unter die Ansätze des halbrunden, oberflächenbündigen Keilsteinbogens passen. Dies wurde allerdings nicht ganz erreicht. Die Flächen unterhalb und oberhalb des Bogens sind ausgemauert, mit Werksteinen, die denen der Umgebung entsprechen.

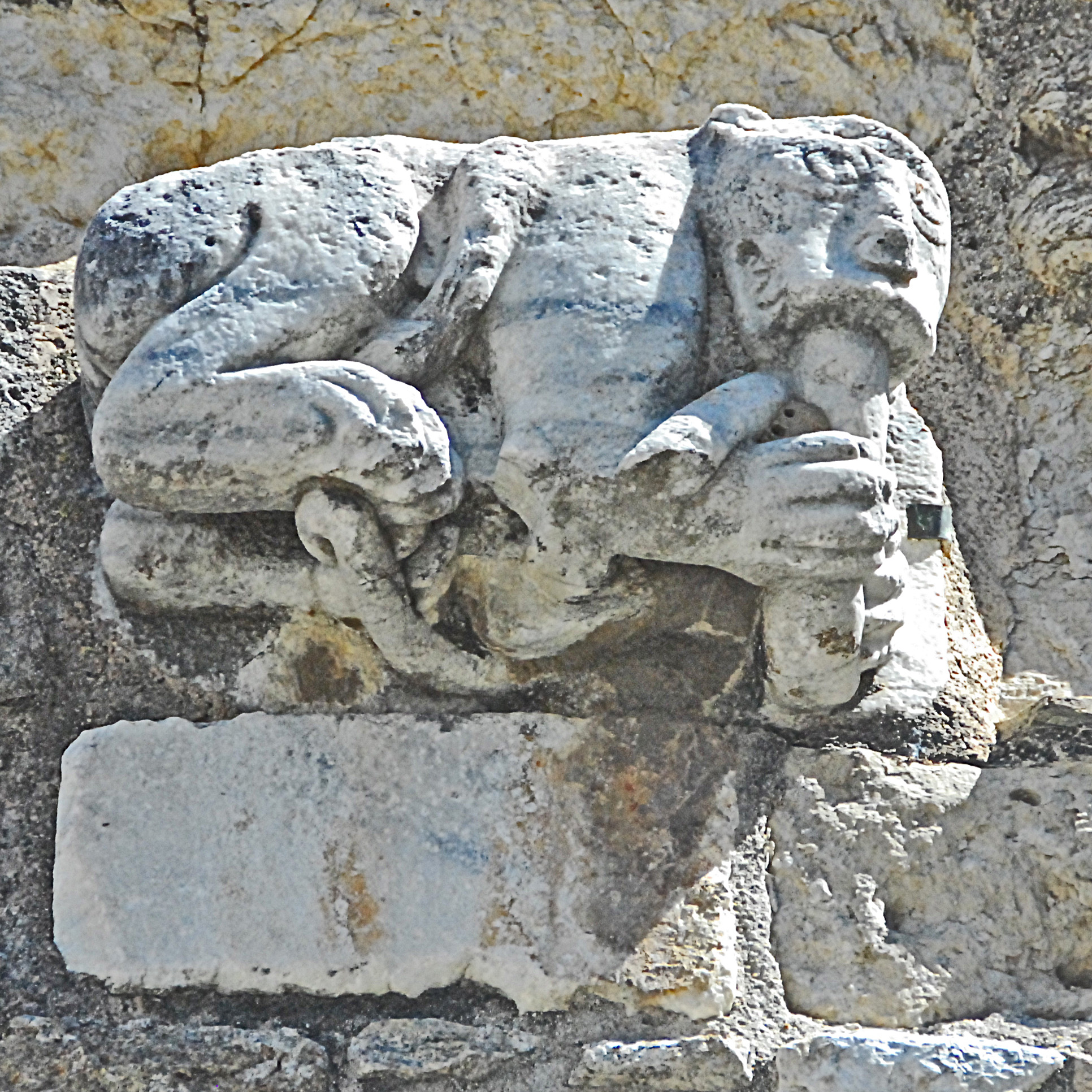
Fressender Löwe, links

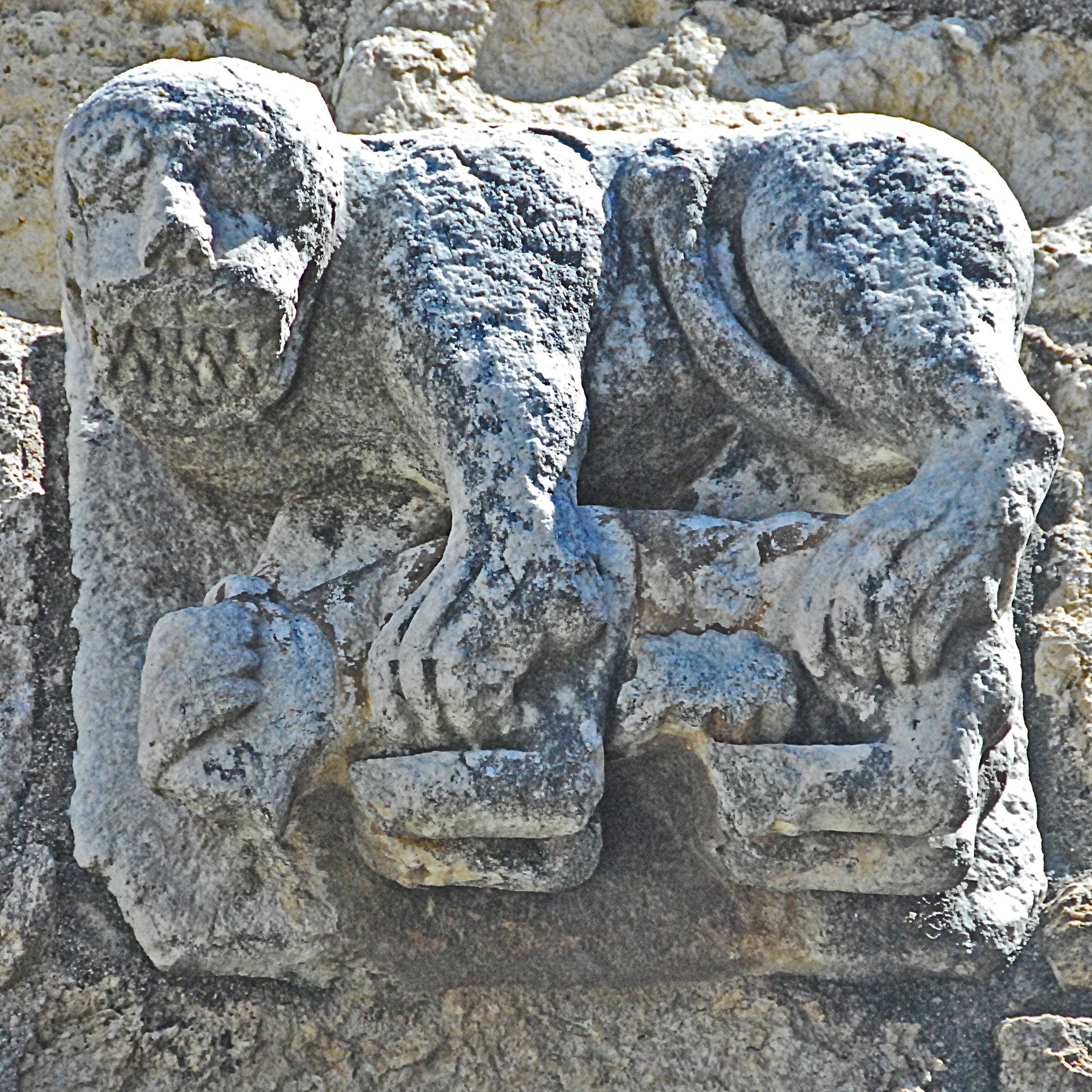
Fressender Löwe, rechts

Oberhalb des Fensters aber noch unter dem Giebel breitet sich ein Fries von Zwillingsblendarkaden aus, deren fünf Hintergründe deutlich gegenüber der Wandoberfläche zurücktreten. Der Fries endet mit je einem breiteren Mauerwerkspilaster vor den Fassadenkanten. Die gleich breiten Hintergrundfelder werden von vier schlanken Pilastern aus dem Mauerwerk der oberen Wand unterteilt. Auf diesen stehen jeweils zwei Zwillingsblendbögen, die sich jeweils gemeinsam auf einem Kragstein treffen, deren Skulptur erheblich verwittert ist. Dieser Blendbogenfries, wie auch die anderen am Ostgiebel und an der Chortraufe, gehen auf lombardische Ursprünge zurück. In drei der fünf Nischenhintergründe ist etwa mittig je eine fast quadratische Aussparung eingelassen, die vermutlich als Auflage von Gerüstbalken gedient haben.
In einer Höhe etwa mittig zwischen dem Portalbogenscheitel und dem unteren Fensterrahmen und im Abstand von etwa einem Drittel der Fassadenbreite sind große Kragsteine eingelassen deren figürliche Skulpturen vierbeinige Raubtiere, vielleicht Löwen, darstellen, die zur Wandmitte gewandt ihrer Körperseiten präsentieren. Der linke bändigt eine Schlange, die er mit dem Kopf zuerst zu verschlingen trachtet, deren Körper sich unter ihm windet, der rechte beugt sich mit gefletschten Zähnen über den Körper eines geduckten vierbeinigen Wesens, dessen Kopf er mit einer Tatze umschließt.
Ganz oben in der Giebelwand sind knapp unter dem First, untereinander in gleicher Höhe und mit geringem Abstand drei weit ausladende kantige Kragsteine eingelassen, die wiederum von geringer ausladenden Kragsteinen unterstützt werden. Ihre Aufgabe ist ungeklärt.

#### Glockenwand
Auf der südlichen Außenwand der Kirche wurde etwa im Bereich des dritten Jochs eine recht hohe Glockenwand errichtet, deren Wanddicke sie übernimmt. Ihre Länge wird in ihrem oberen Bereich deutlich verkürzt. Die dabei entstandenen schrägen steilen Oberseiten der unteren Wand sind leicht ausgerundet. Der verkürzte Wandabschnitt wird nur noch ein kurzes Stück weiter aufwärts geführt und dort von einem Walmdach überdeckt, das ein steinernes Kreuz trägt. Sein weit ausladendes kantiges Traufgesims wird von nach innen gerundeten Kragsteinen unterstützt. Nicht weit darunter sind zwei rundbogige Durchlässe ausgespart, in denen die Glocken frei ausschwingen können. Im unteren Wandbereich gibt es einen rechteckigen Wanddurchlass. Die Glockenwand ist vermutlich in der barocken Epoche entstanden.

### Inneres

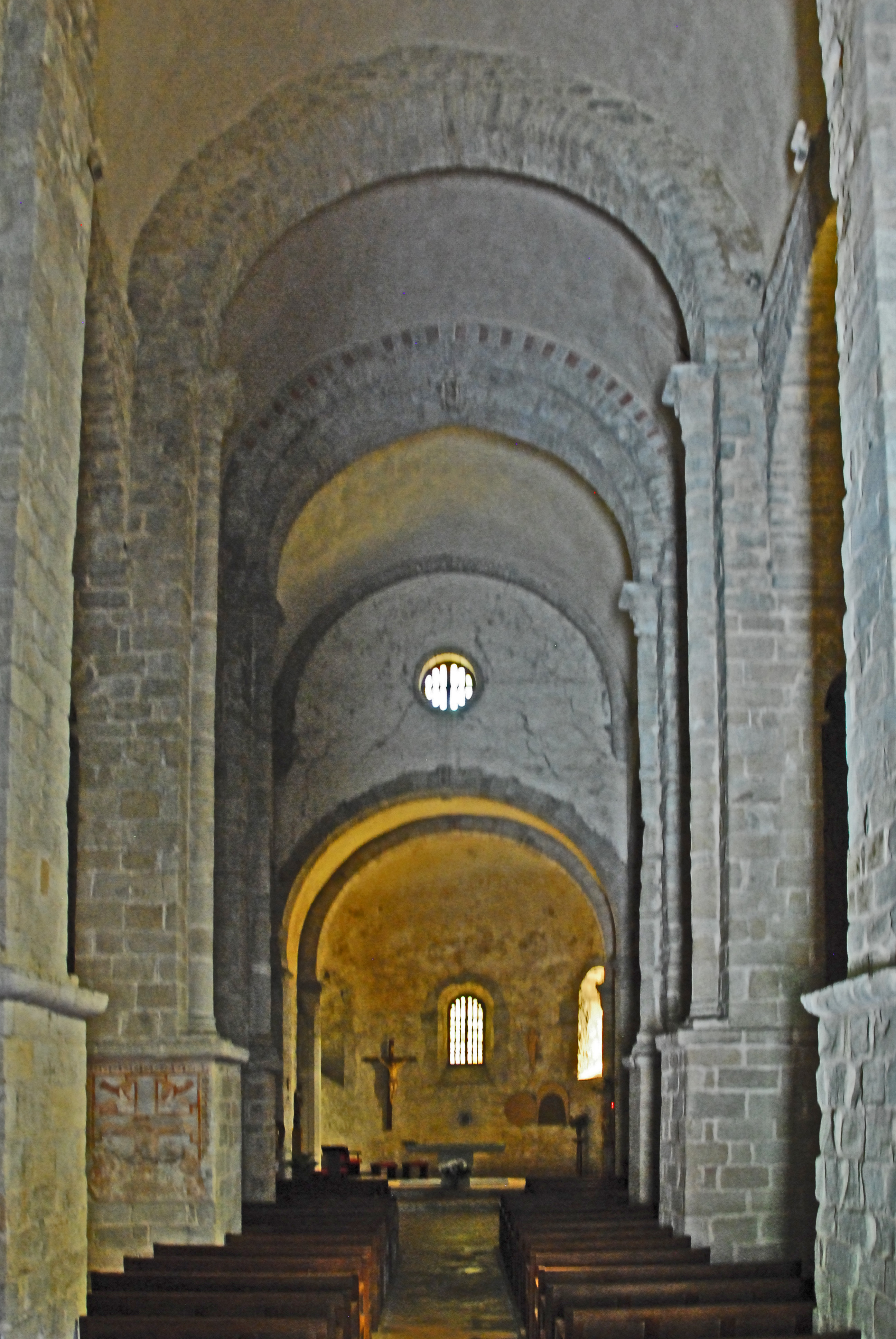
Schiff zum Chor

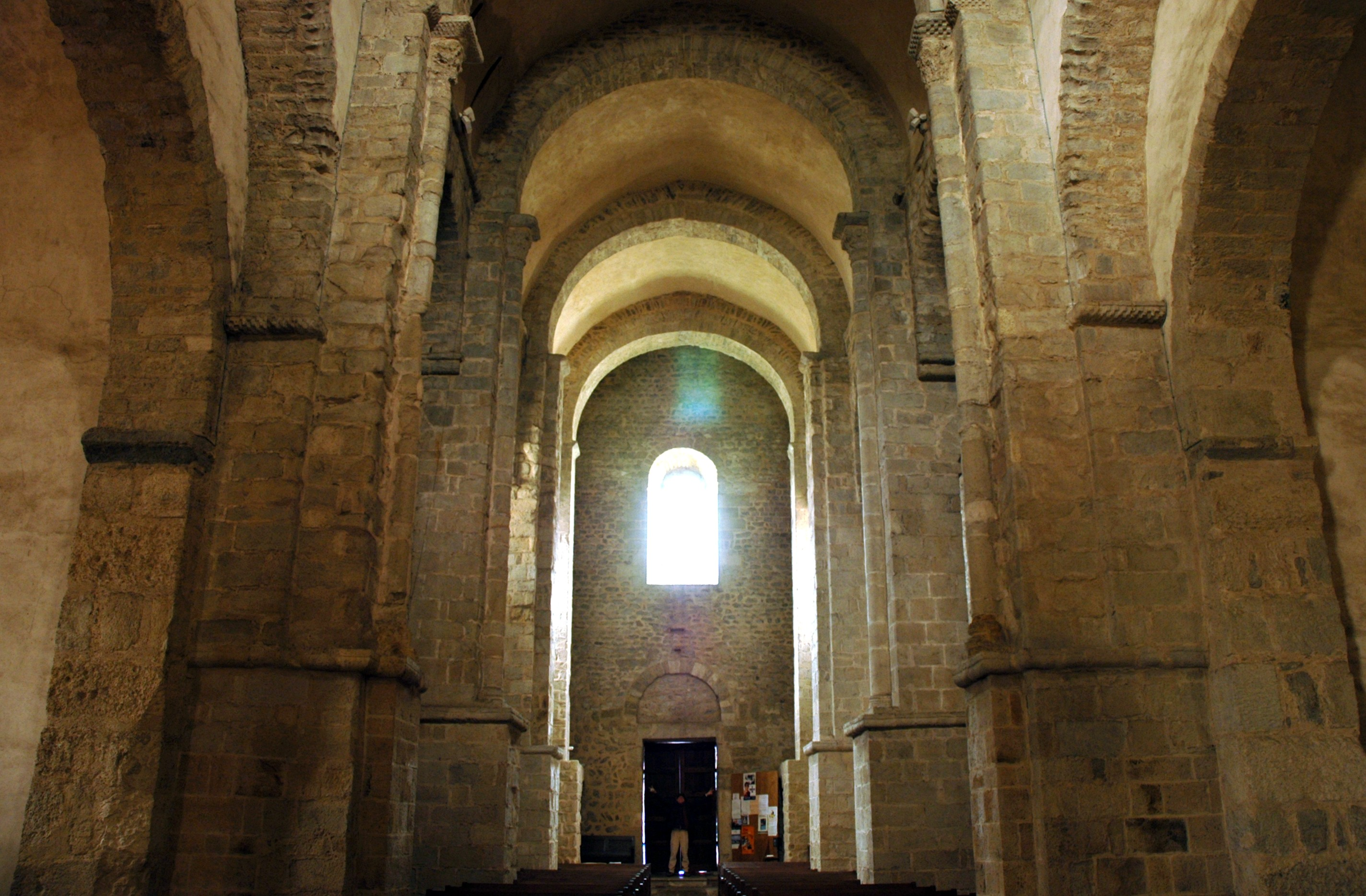
Schiff aus Vierung nach hinten

### Langhaus
Das innere Mauerwerk der Außenwände besteht aus den gleichen Steinen, wie die unteren beiden Steinlagen der äußeren Fassade.
Die Umbauten des frühen 12. Jahrhunderts haben aus der ursprünglich einschiffigen Saalkirche eine Art Hallenkirche entstehen lassen. Der ehedem holzgedeckte Einheitsraum hätte eine Steinwölbung in dessen ganzer Breite wegen seiner relativ dünnen Wände statisch nicht zugelassen. Üblicherweise wurden dann die Wände verstärkt oder mit äußeren Strebepfeilern abgestützt. Stattdessen zog man hier den Einbau einer Steintonne in geringerer Spannweite als das Kirchenschiff vor, die im Wesentlichen auf eigenen neuen Stützpfeilern ruht. Dadurch entstand eine Art „dreischiffiger“ Kirchenraum, dessen „Seitenschiffe“ mit zu geringer Breite und Höhe allerdings die Entwicklung einer eigenständigen Räumlichkeit nicht zuließ. Landestypisch war dabei, dass man offensichtlich befürchtete, das äußere plan verlaufende Mauerwerk durch sichtbar gemachte Streben und Stützen, wie bei der dort noch nicht bekannten Gotik, optisch zu zerstören. Stattdessen hat man sie „unsichtbar“ in Innere verlegt. In St-André hat man damit auch die sogenannte languedozischen Sondergotik vorbereitet: ein Einheitsraum mit zum Schiff hin offenen Seitenkapellen zwischen inneren Wandpfeilern.
Das heutige Schiff ist in drei Joche und ein kleines Vorjoch aufgeteilt, die von drei freistehenden kantigen Pfeilern und den Gurtbögen des Tonnengewölbes unterteilt werden. Die Pfeiler stehen auf etwa 2,50 Meter hohen schiffseitig verbreiterten Sockeln, die dreiseitig von Kämpferprofilen umschlossen werden. Auf den Sockeln stehen schiffseitig halbrunde Dienste, die bis zu den Ansätzen der Gurtbögen hochreichen. Sie sind mit skulptierten Kapitellen, Kämpferprofilen, Basen und kantigen Plinthen ausgerüstet. Die halbrunden Gurtbögen weisen rechteckige Querschnitte auf. Die Arkaden zwischen dem dritten Joch und der Vierung weicht insofern von den vorherigen ab, als dass die beiden Pfeiler unmittelbar vor den vorhandenen Pfeilervorlagen hochgeführt worden sind und dort dann keine Wandabstände halten können.
Die inneren Gewölbeansätze der Tonne befinden sich etwa in der Achse der Pfeiler. Sie werden in den Jochen zusätzlich noch unterstützt von breiten halbrunden Bögen, die sich entlang der Außenwände von Pfeiler zu Pfeiler spannen. Auch ihre Bogenansätze sind mit Kämpferprofilen markiert. Kurz darunter ist der Bereich zwischen Wand und Pfeiler mit einem halbrunden Bogen überdeckt. Das bedeutet, dass der Bereich über diesen Bögen massiv ausgefüllt ist und damit die ältere Außenwand in die Ableitung der Gewölbelasten und Schubkräfte mit einbezieht. Dazu tragen auch die vor den Wänden eingezogenen Bogen bei. Bei den Pfeilern in Nähe der Fassade beginnen die Durchlässe hinter den Pfeilern erst in Höhe der Oberkante des Sockels. Zwischen diesen Pfeilern und der Fassadenwand sind nicht weit unter Sockeloberkante halbrunde Bögen eingearbeitet. Ab dieser Oberkante beginnt der Durchlass, der bis in Höhe des Gewölbeansatzes hinaufreicht. Es wird vermutet, dass im schmalen Vorjoch an der Westwand eine Empore eingebaut war.
In der südlichen Außenwand gibt es in Joch eins und drei je ein kleines rundbogiges Fenster, nicht weit unter den Gewölbeansätzen.
In der Fassadenwand ist das bereits bekannte rechteckige Hauptportal und darüber weiter oben das rechteckige Fenster ausgespart, über dem das Schiff von der späten Nachmittagssonne durchflutet wird. Das Fenster besitzt eine nach innen aufgeweitete rundbogige Laibung. Das Portal wird überdeckt von einem Sturzbalken und einer halbkreisförmigen Bogennische, mit einem Keilsteinbogen.

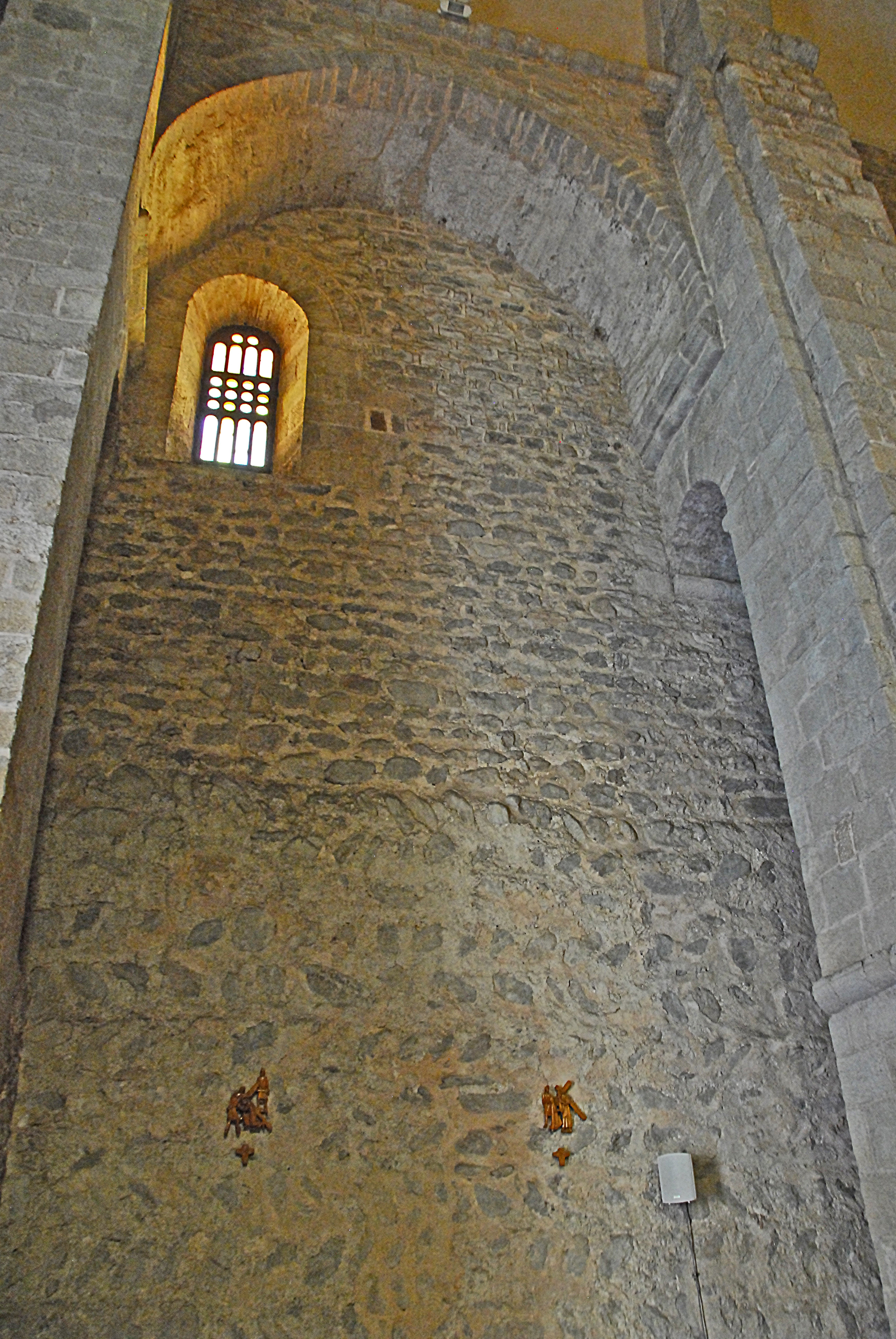
Schiff, Südwand, Joch 1
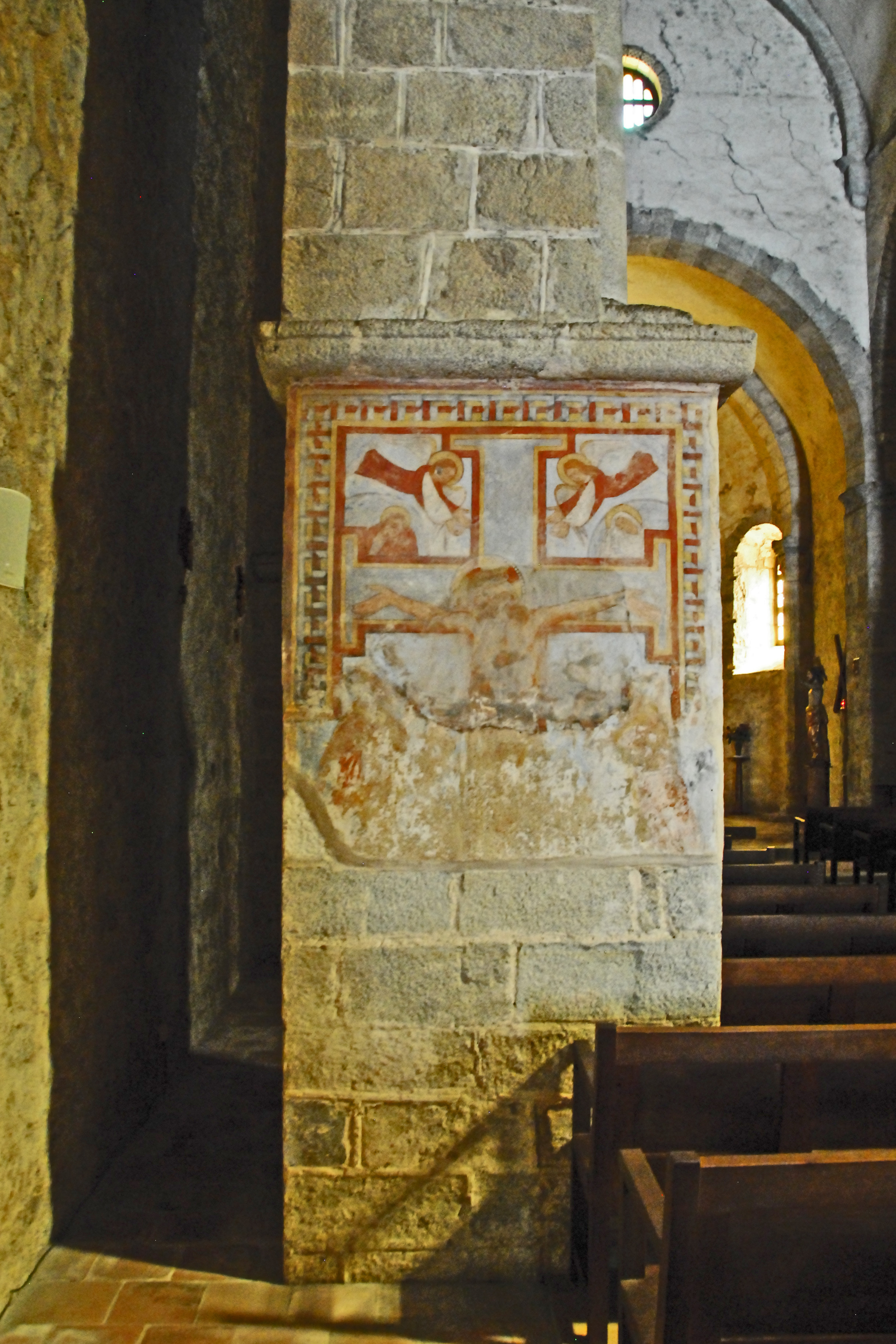
Schiff, Pfeilersockel Südwand mit Fresken
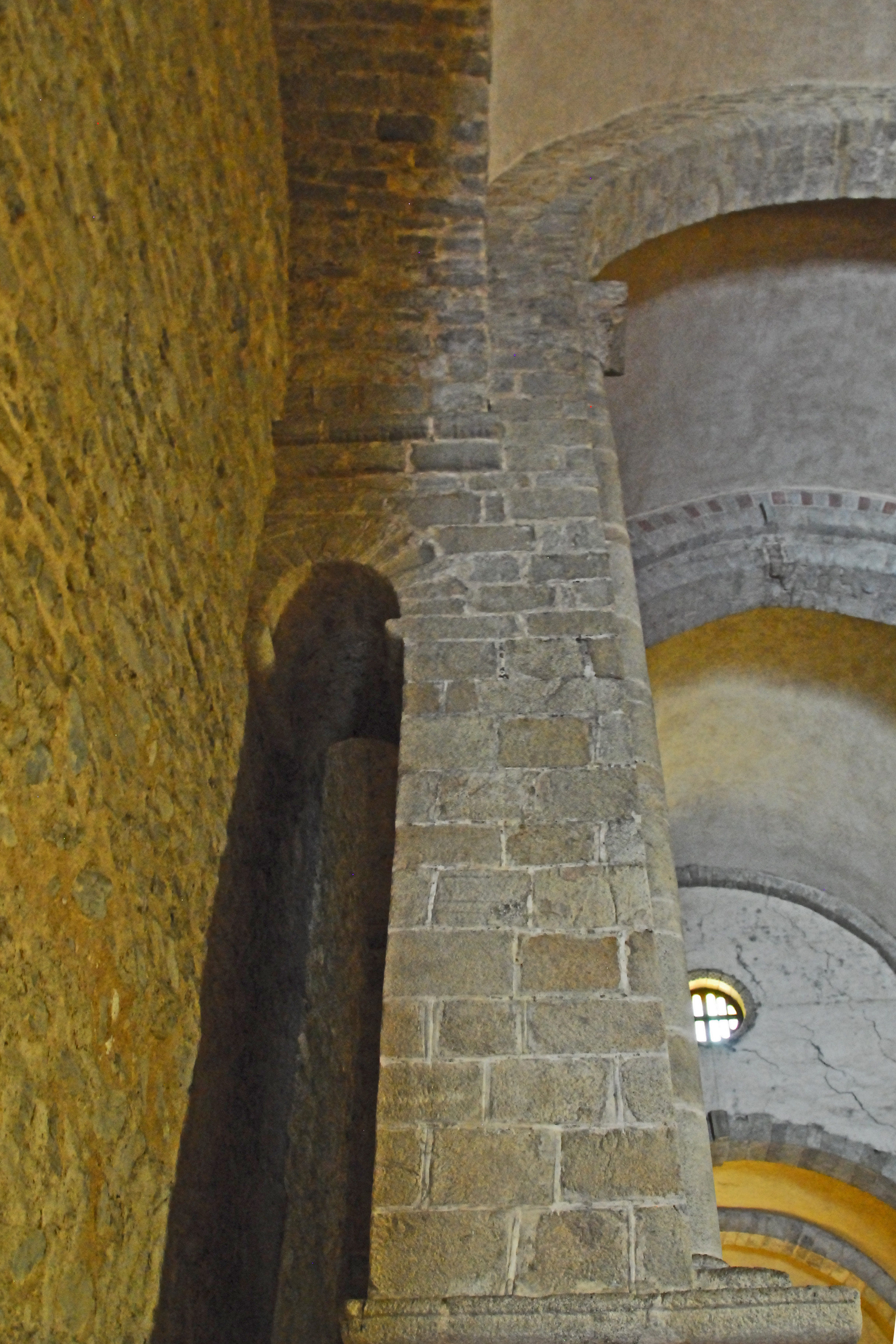
Schiff, nördliche Pfeiler
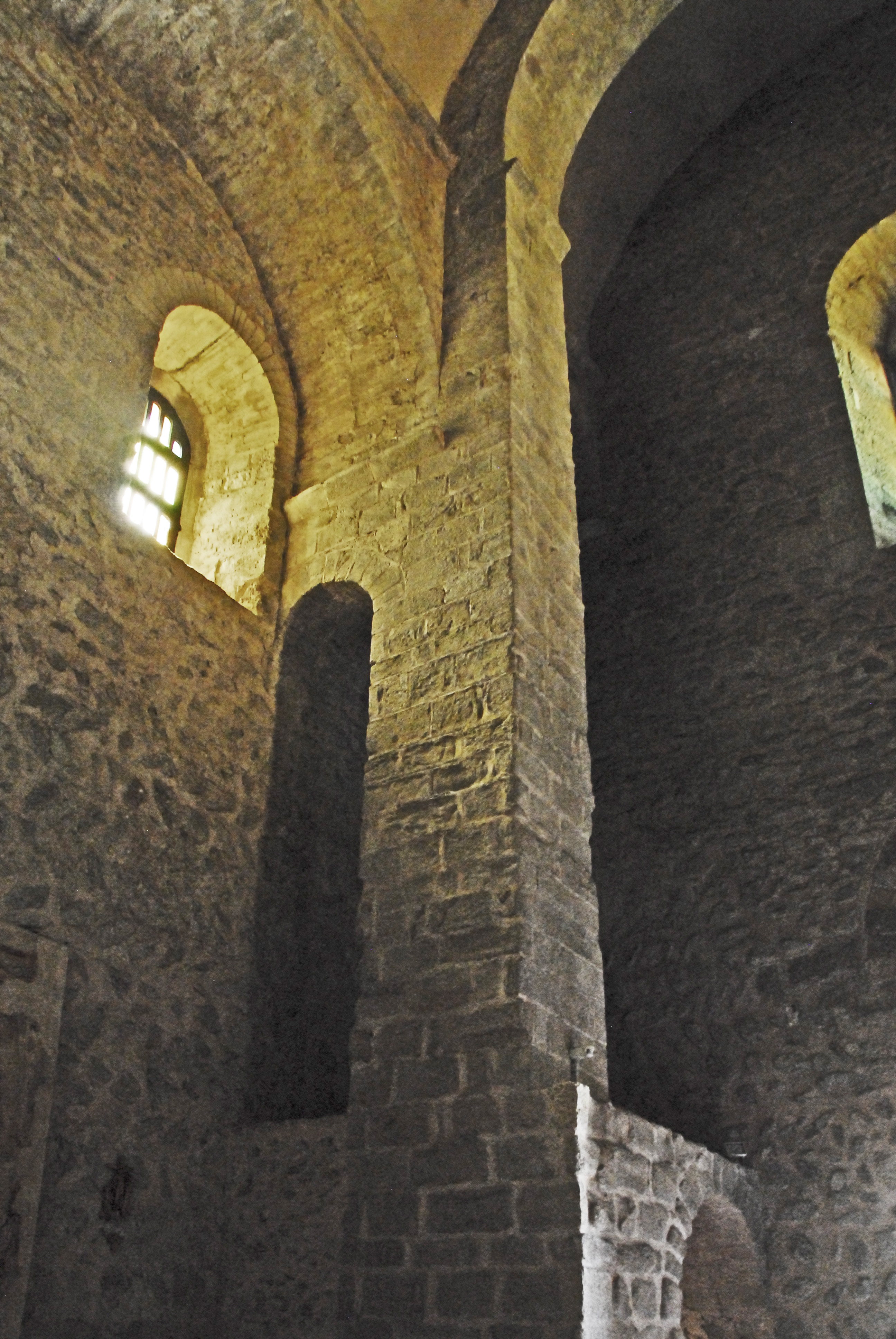
Schiff, südl. Pfeiler Joch 1
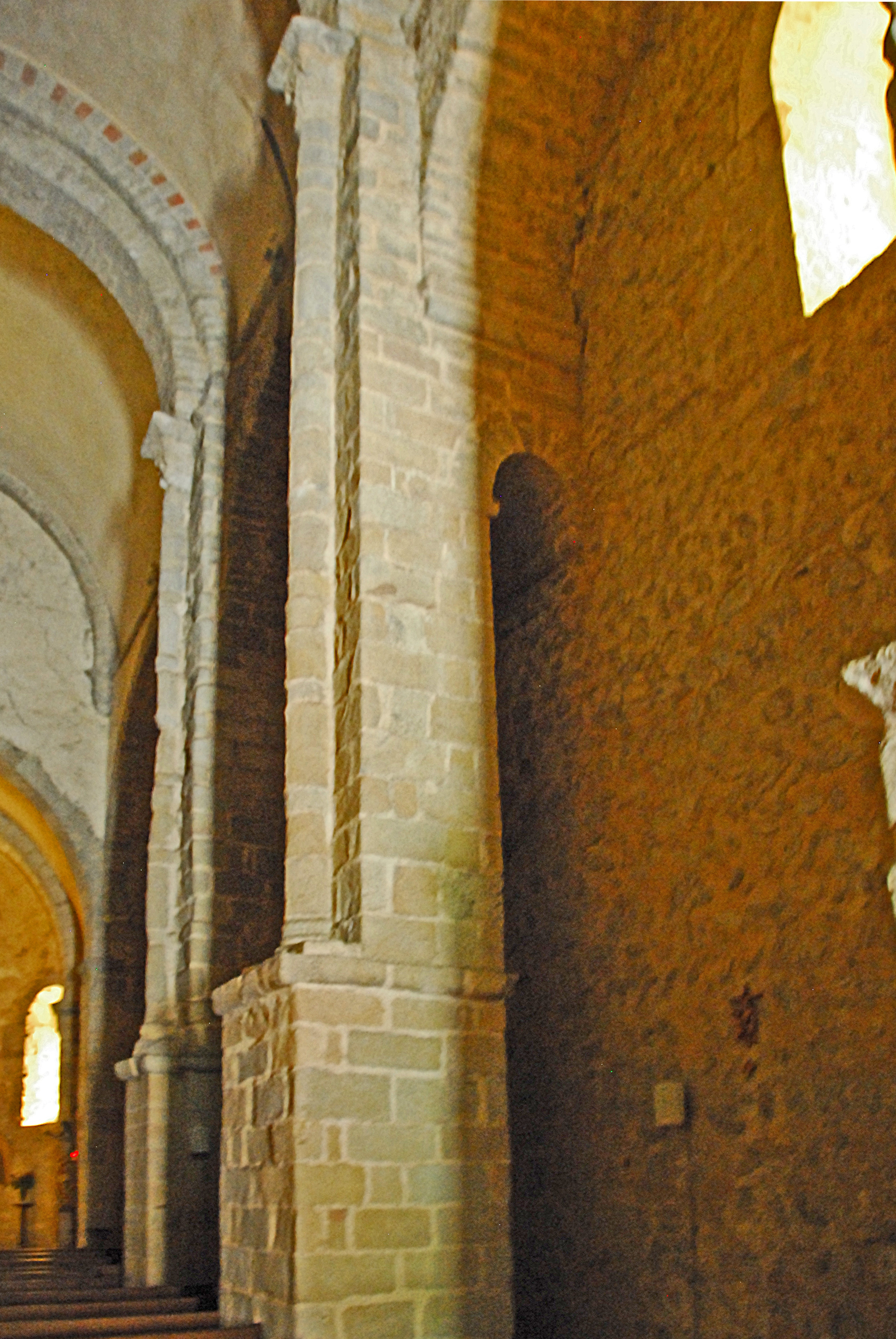
Schiff, südliche Pfeiler, Joch 2 u. 3

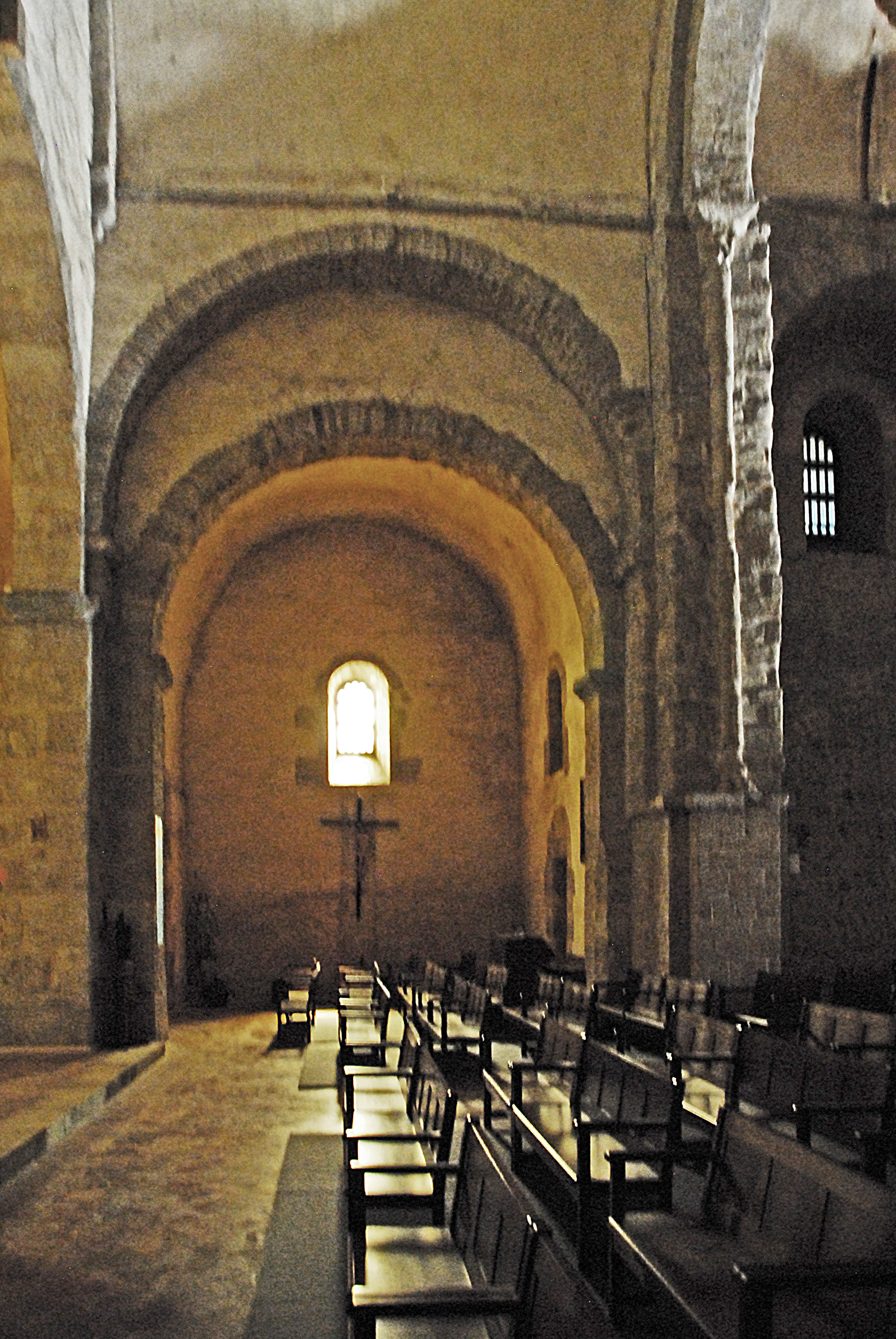
Aus Vierung in südl. Querhausarm

### Querhaus und Vierung
Die Vierung wird von einem Tonnengewölbe überdeckt, das etwa in Verlängerung des Schiffgewölbes ausgerichtet ist, seine Spannweite ist nur etwas größer. Zur Übertragung der Gewölbelasten hat man im oberen Bereich vor die alten Wände der Vierung, mit ihren niedrigeren rundbogigen Arkadenöffnungen, je eine neue Wand vorgemauert, auf denen das Gewölbe ruht. Diese Vormauerung wird von einem höheren Arkadenbogen getragen. Die Querhausarme stehen jeweils auf einem leicht rechteckigen Grundriss, der in Querrichtung zum Schiff tonnenüberwölbt wird. Seine Spannweiten sind nur geringfügig größer, als diejenige des Schiffs. Im nördlichen Querhausarm ist in der Westwand etwa mittig ein rundbogiges Fenster ausgespart, unter dem sich noch eine Außentür befindet. Das war vermutlich die Verbindungstür der Kirche zu den Konventsgebäuden. Im südlichen Querhausarm ist in der Giebelwand ein kleines rundbogiges Fenster ausgespart und in der Westwand eine Tür zur Sakristei.

### Chorhaupt und Querhauskapellen

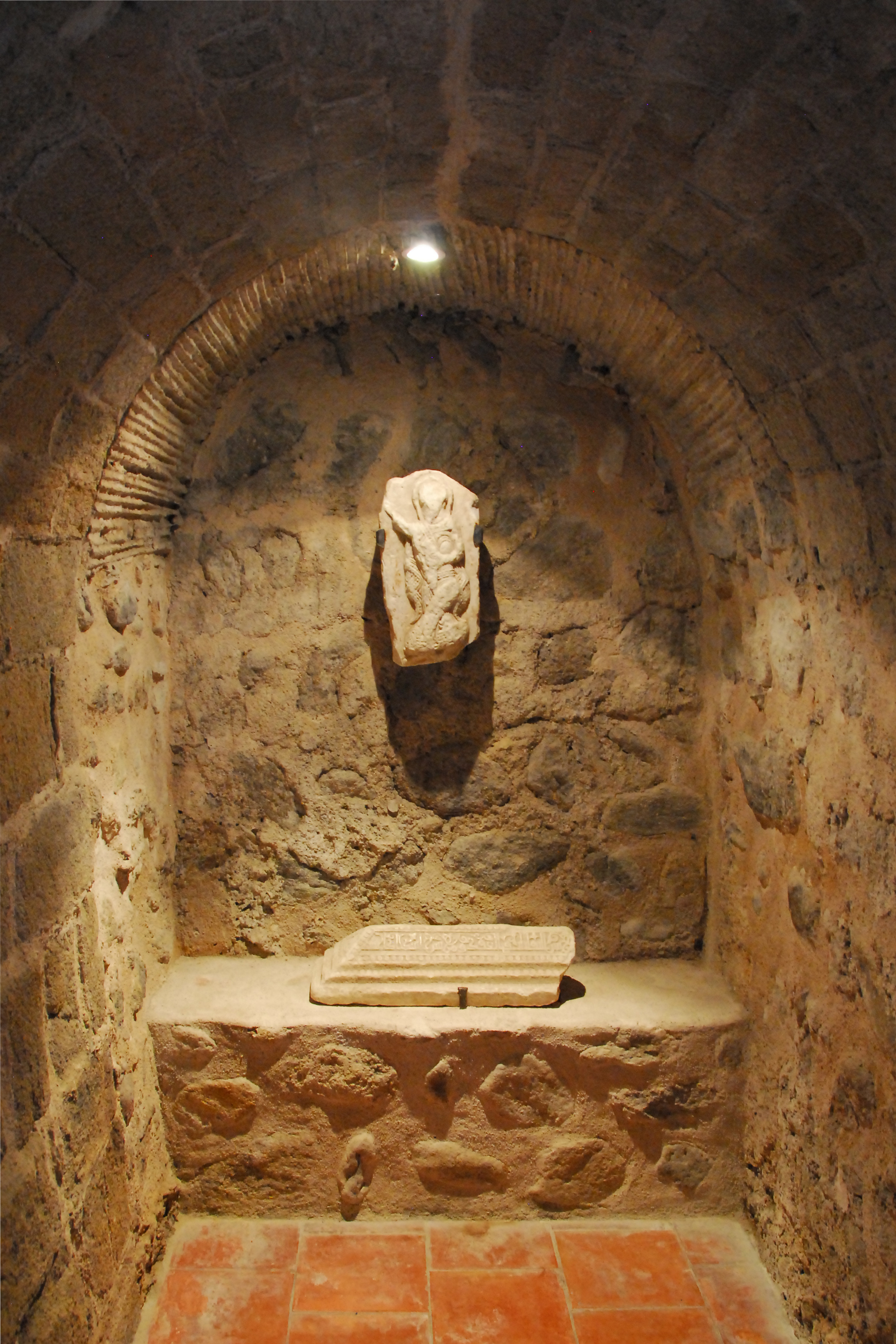
Fragment eines muslimischen Grabsteins, auf der Bank

Der Chor steht auf dem Grundriss eines Rechtecks, an das sich ein Halbkreis anschließt. Das Chorjoch hat die gleiche Breite, wie das alte Schiff und wird überdeckt von einem Tonnengewölbe, das ohne Zäsur aus den Wandflächen hervorgeht. Die Apsis wird von einer halben Kuppelkalotte überdeckt, die ebenso aus den halbrunden Wänden hervorgeht. Chorjoch und Apsis werden von einer Arkade getrennt, aus einem rechteckigen Gurtbogen, der auf halbrunden Diensten steht, die mit skulptierten Kapitellen, kantigen Kämpfern, profilierten Basen und kantigen Plinthen ausgerüstet sind. In der Apsis sind drei rundbogige Fenster ausgespart, von denen das mittlere eine etwas geringere Höhe aufweist.

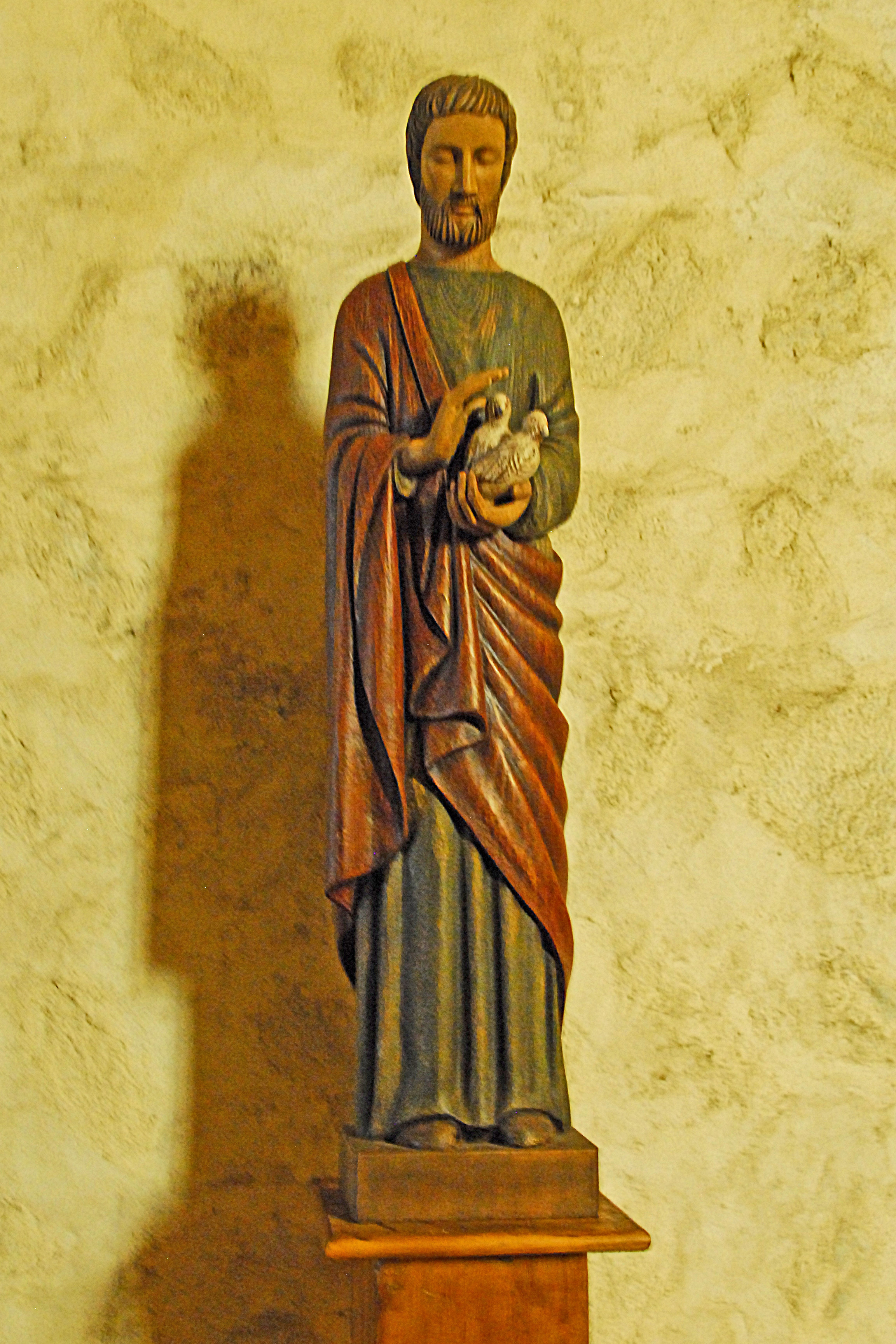
Statue, vermutlich Franz von Assisi mit Tauben

Der Chor wird eng flankiert von den halbrunden Apsidiolen der Querhauskapellen, die von halben Kuppelkalotten überdeckt sind, die wieder übergangslos aus den Wänden hervorgehen. Im Scheitel beider Kapellen ist je ein kleines rundbogiges Fenster ausgespart.

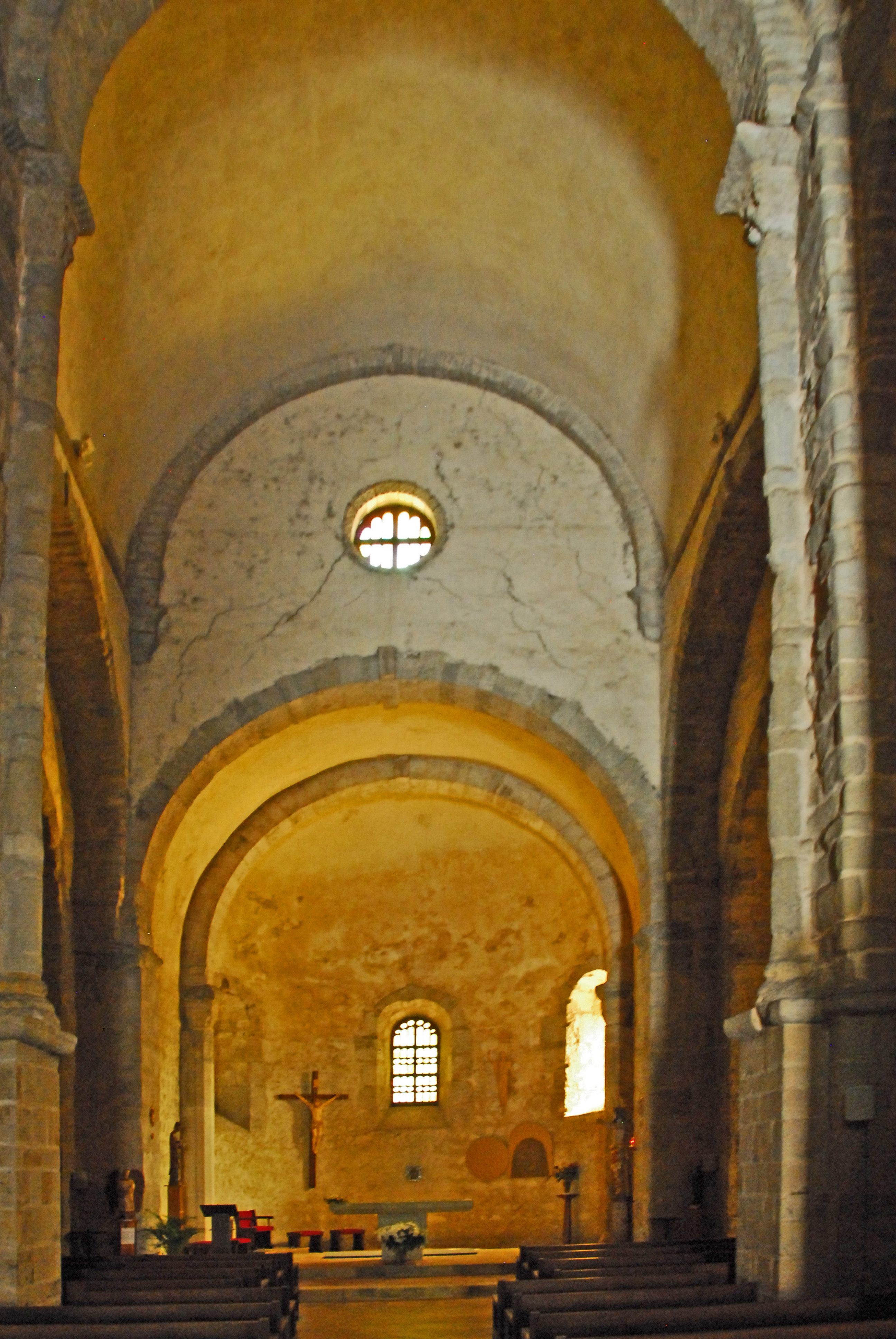
Vierung und Chor
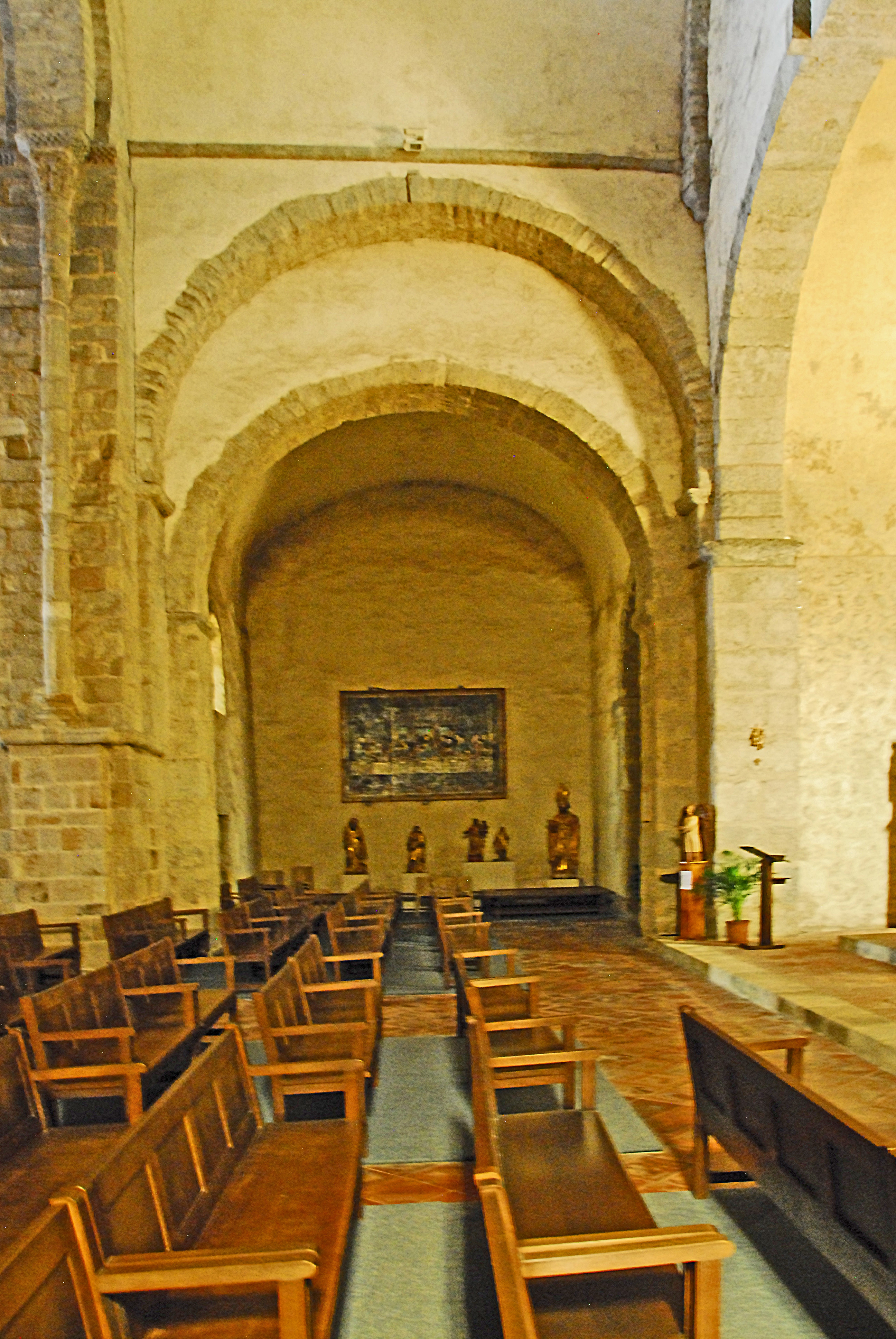
Aus Vierung in nördl. Querhausarm und Chor
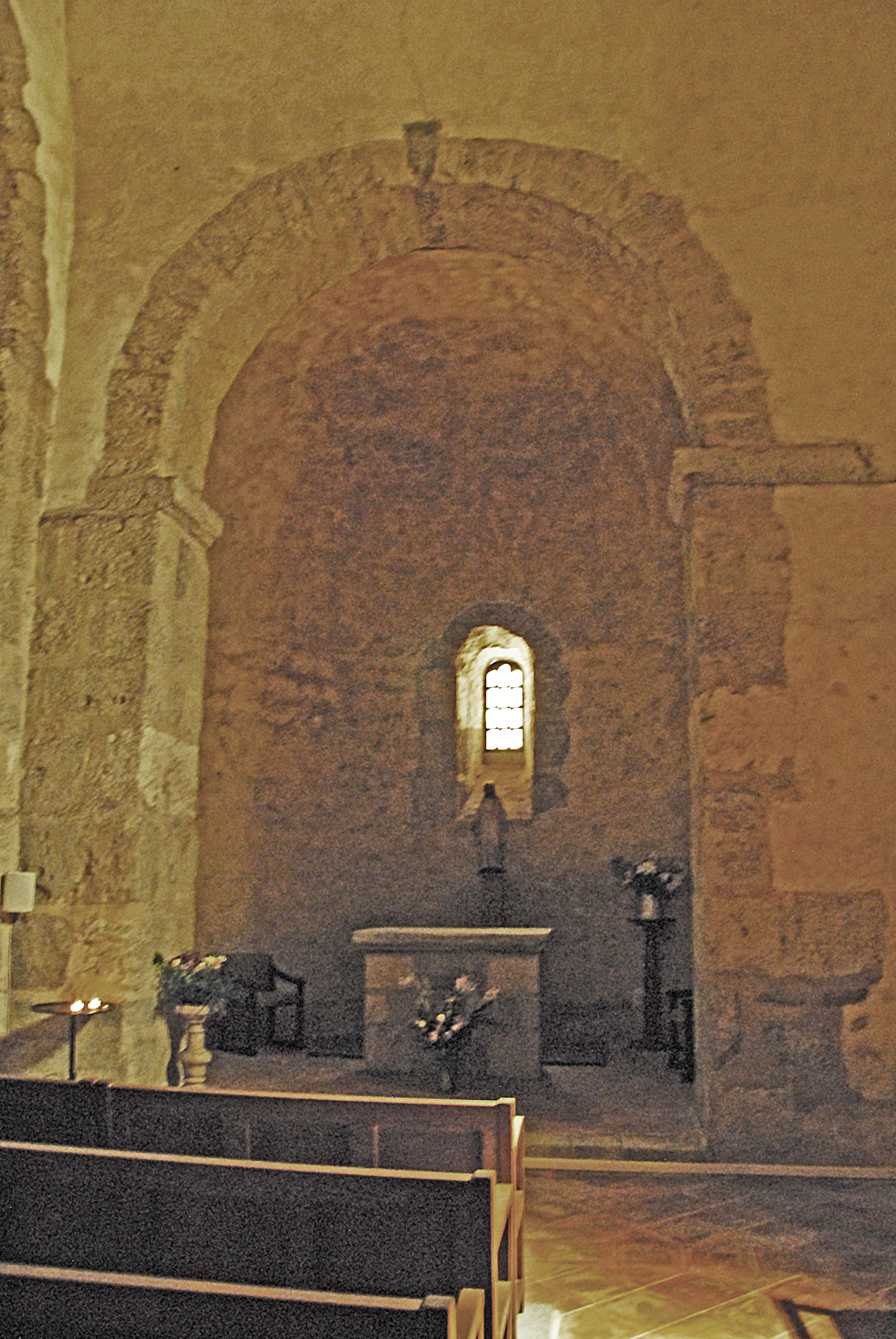
Querhauskapelle
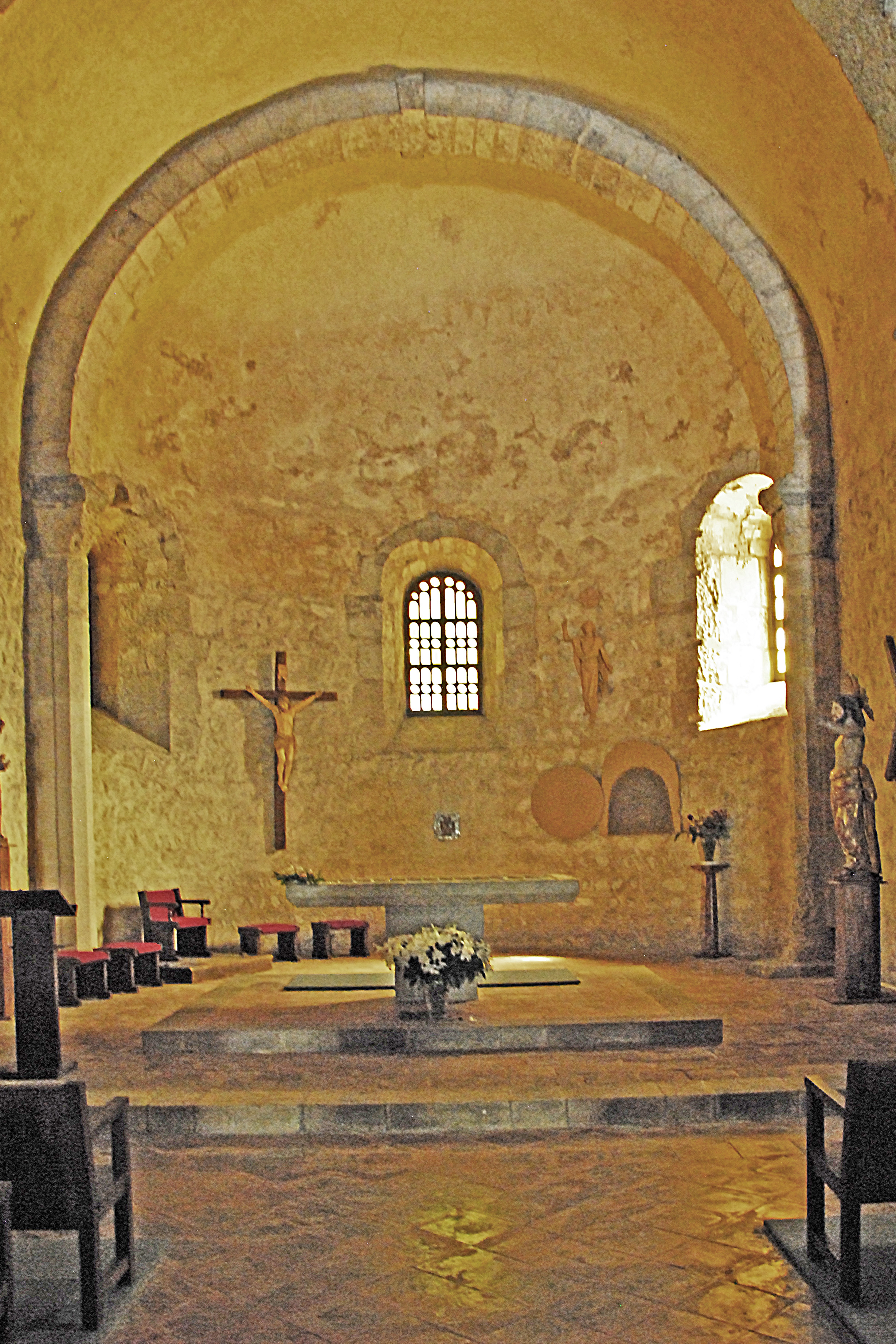
Chor
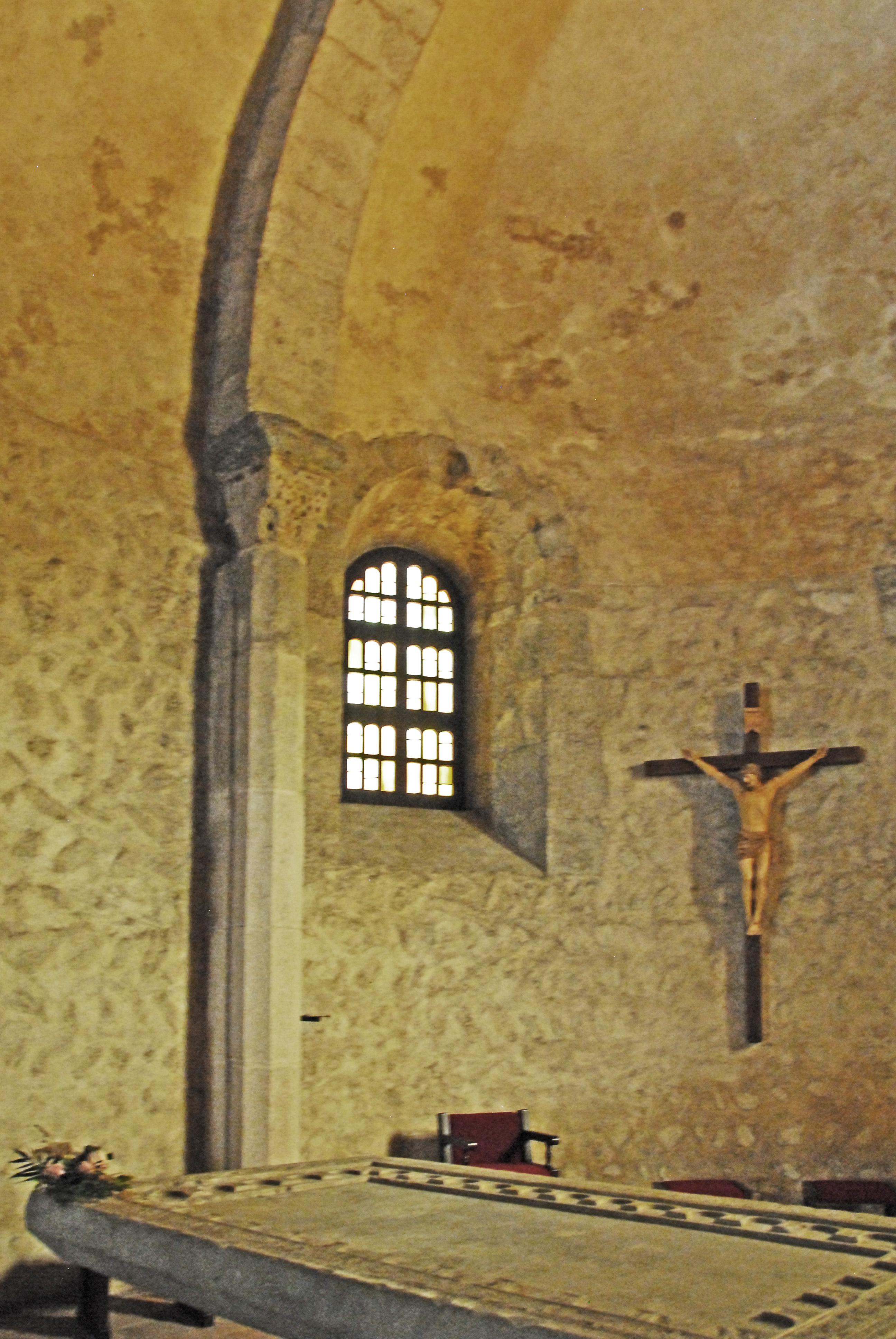
Chor, nördl. Bereich

### Sakristeianbau
Im Winkel zwischen dem südlichen Querhausarm und dem Langhaus ist in moderner Zeit ein kleiner Anbau entstanden, der die Sakristei enthält. Eine Tür verbindet sie zum südlichen Querhausarm und eine zweite Tür nach draußen.

### Ausstattung

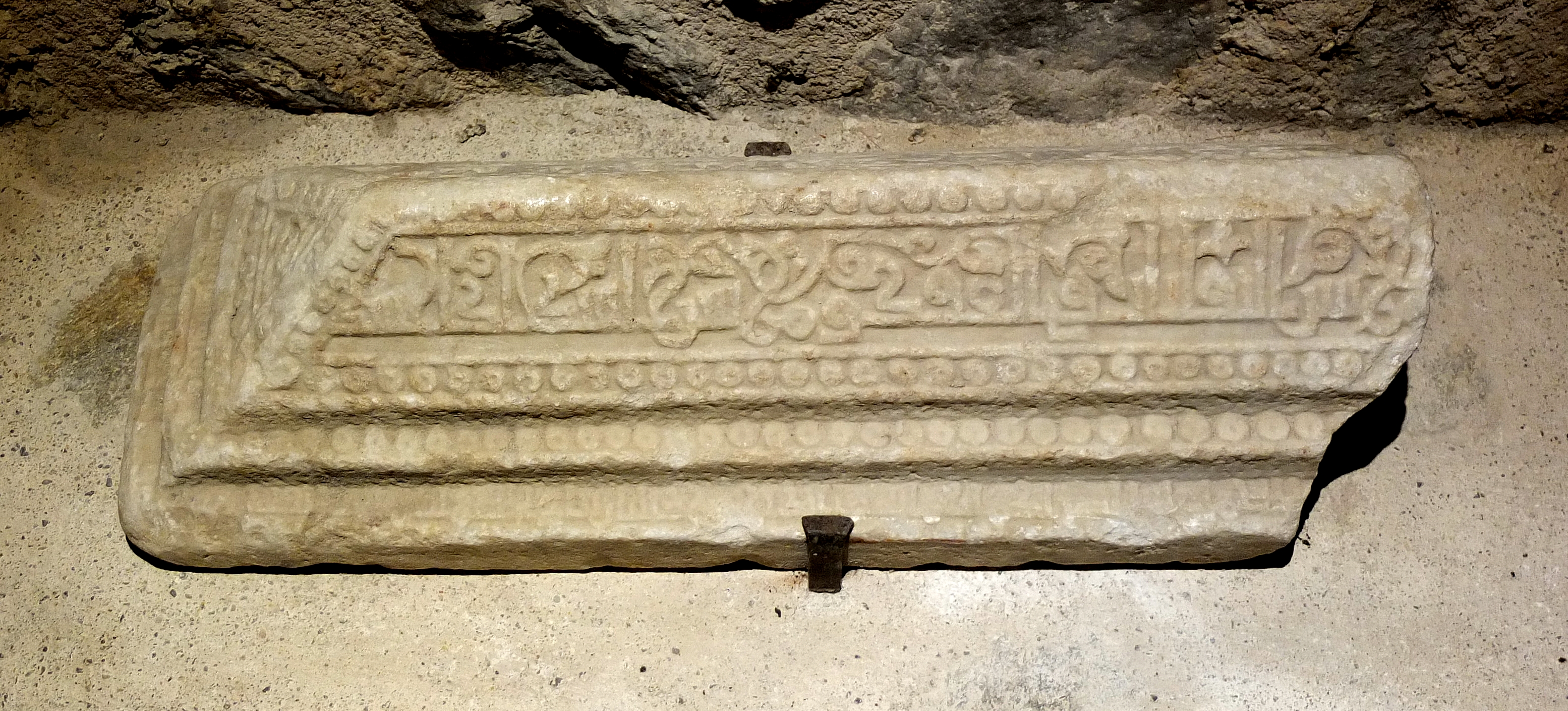
Fragment eines muslimischen Grabsteins, mit Inschrift

Wichtigstes Ausstattungsstück ist der im Chor stehende Marmoraltar. Äußerlich gehört er zur Tradition der Narbonner Tischaltäre, die seit dem 9. Jahrhundert renommiertes Exportgut der Erzbischofstadt gewesen sind. Bei genauerer Betrachtung weisen aber die Dekorationen stilistische Anklänge an cordobesischen Stil auf. Er weist die gleiche Länge wie der Türsturz des Hauptportals auf (2,18 m) und zeigt Parallelen mit dessen Rankendekor, war die Theorie hat entstehen lassen, dass der Türsturz ursprünglich als Marmorretabel für den Altartisch vorgesehen gewesen sein soll.
Gleich rechts neben dem Hauptportal steht ein Weihwasserbecken mit einer sehr archaischen Skulptur in zwei Registern. Wahrscheinlich handelt es sich bei ihm, ähnlich wie beim Taufbecken in St-Jean in Perpignan, um eine westgotische Arbeit.
In einer separaten Kapelle werden Fragmente eines muslimischen Grabsteins aus Marmor ausgestellt, der aus der Wende des elften zum zwölften Jahrhundert stammt. Er ist prismenförmig und mit Flachreliefs und arabischer Inschrift aus dem Koran verziert. Seine Abmessungen betragen 60 × 23,5 Zentimeter. Diese Art von Grabsteinen wurde im Mittelalter in den orientalischen Ländern, in ganz Nordafrika und auf der Iberischen Halbinsel häufig verwendet. So finden sich auch solche Relikte im Languedoc Roussillon.